# Lista gatunków z rodzaju cibora
Lista gatunków z rodzaju cibora Cyperus – wykaz gatunków rodzaju roślin należącego do rodziny ciborowatych (Cyperaceae Juss.). Według The Plant List w obrębie tego rodzaju rozróżniono 699 gatunków oraz 4 mieszańce międzygatunkowe, natomiast kolejnych 145 taksonów ma status gatunków niepewnych.
Wykaz gatunków

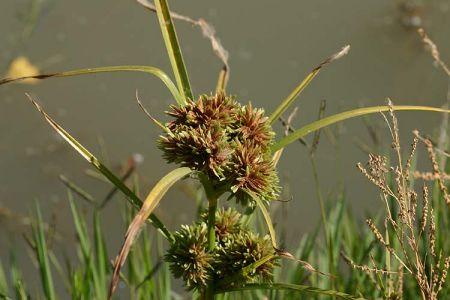
Cyperus acuminatus

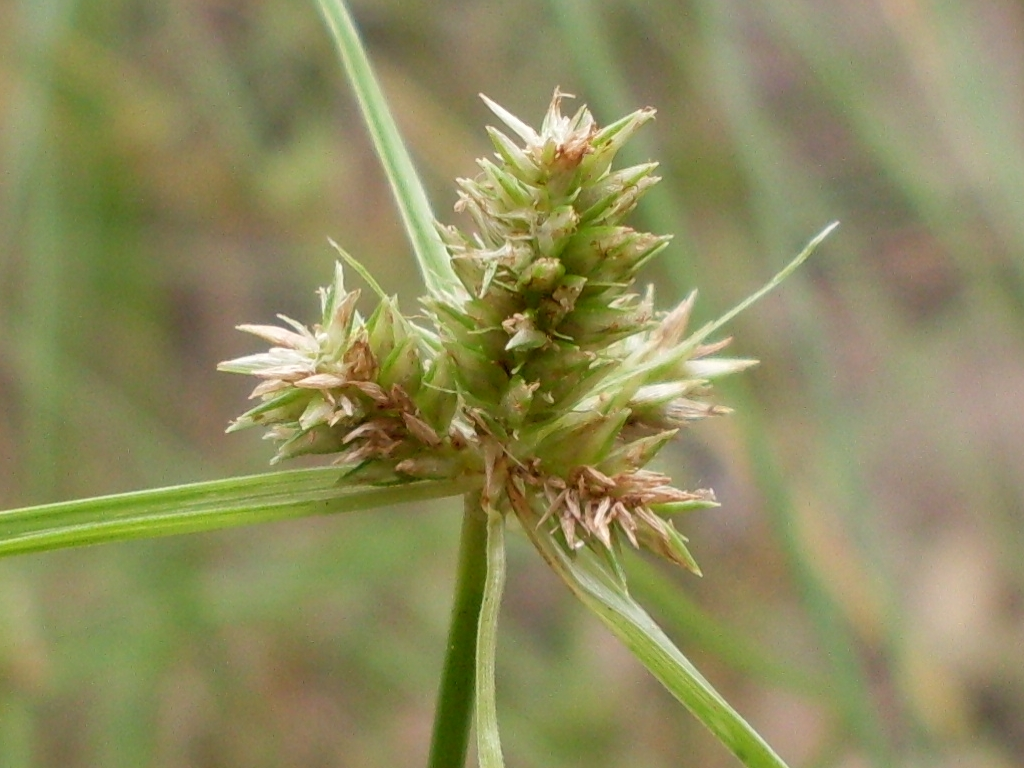
Cyperus aggregatus

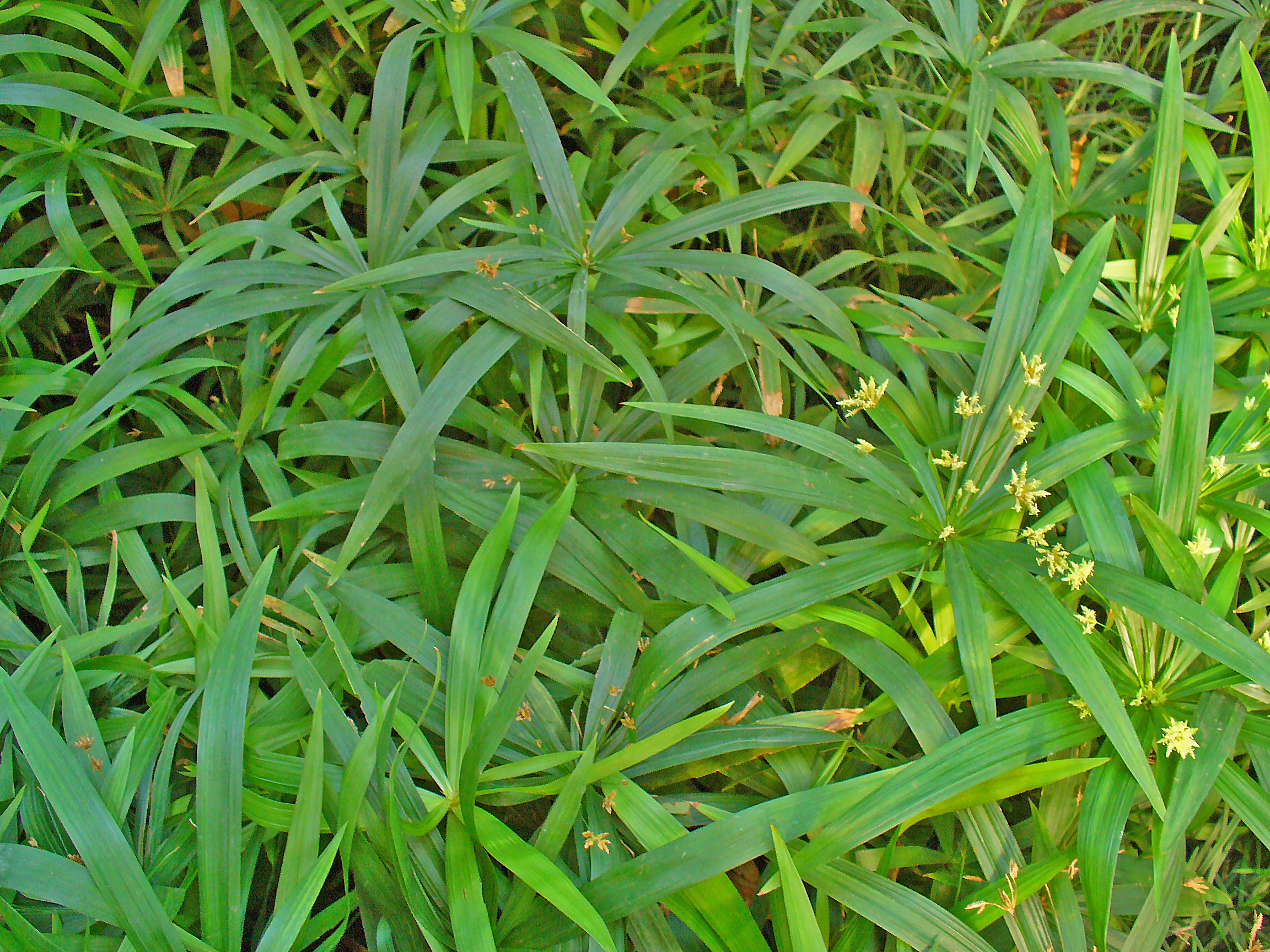
Cyperus albostriatus

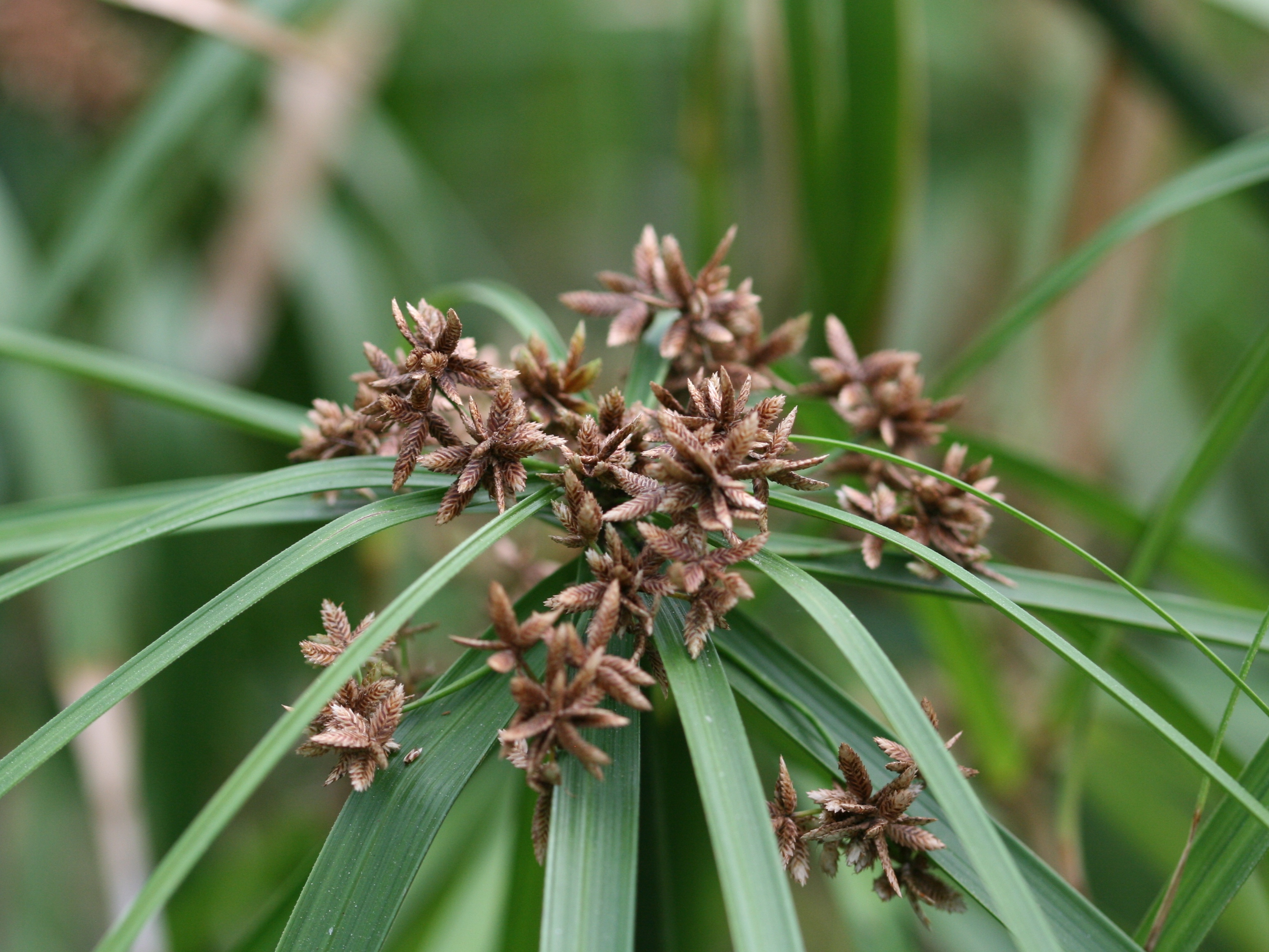
Cyperus alternifolius

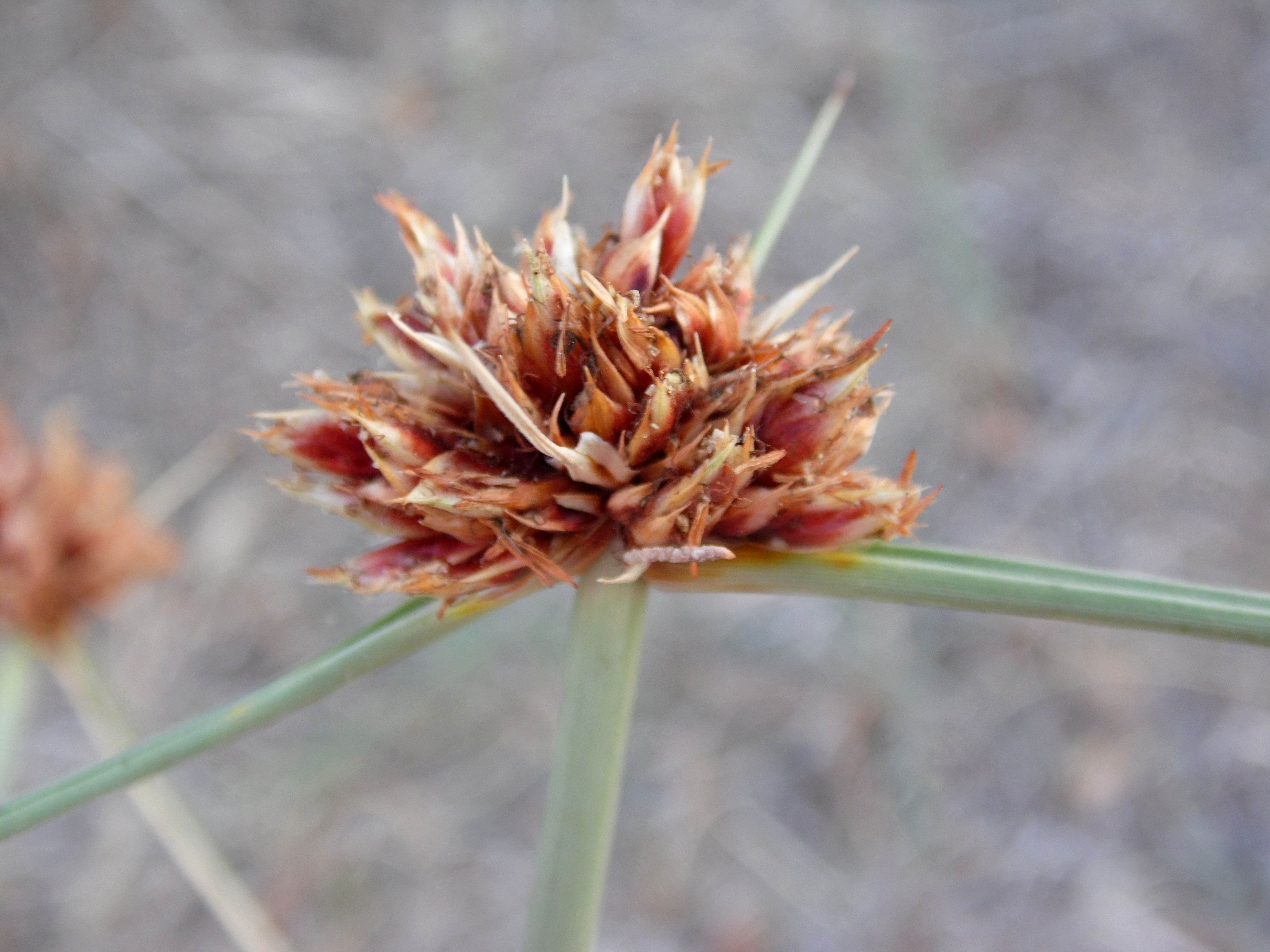
Cyperus capitatus

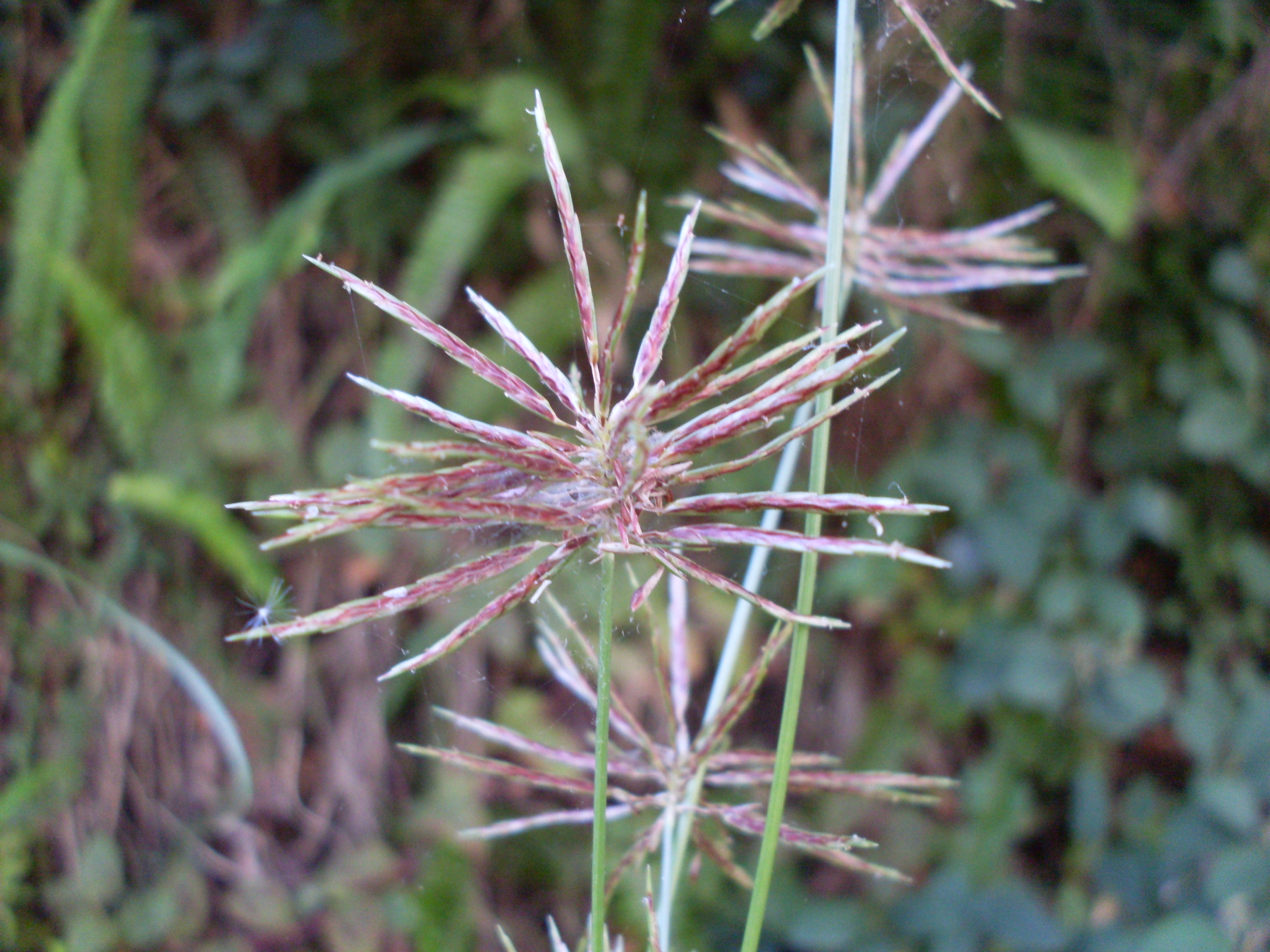
Cyperus congestus

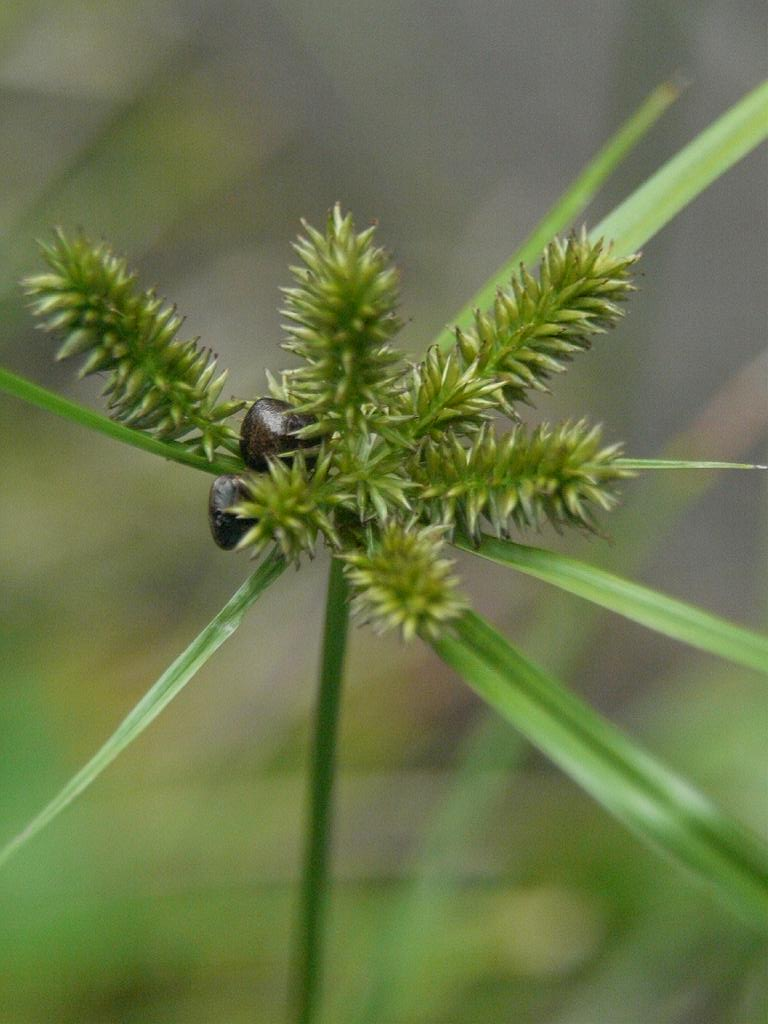
Cyperus cyperoides

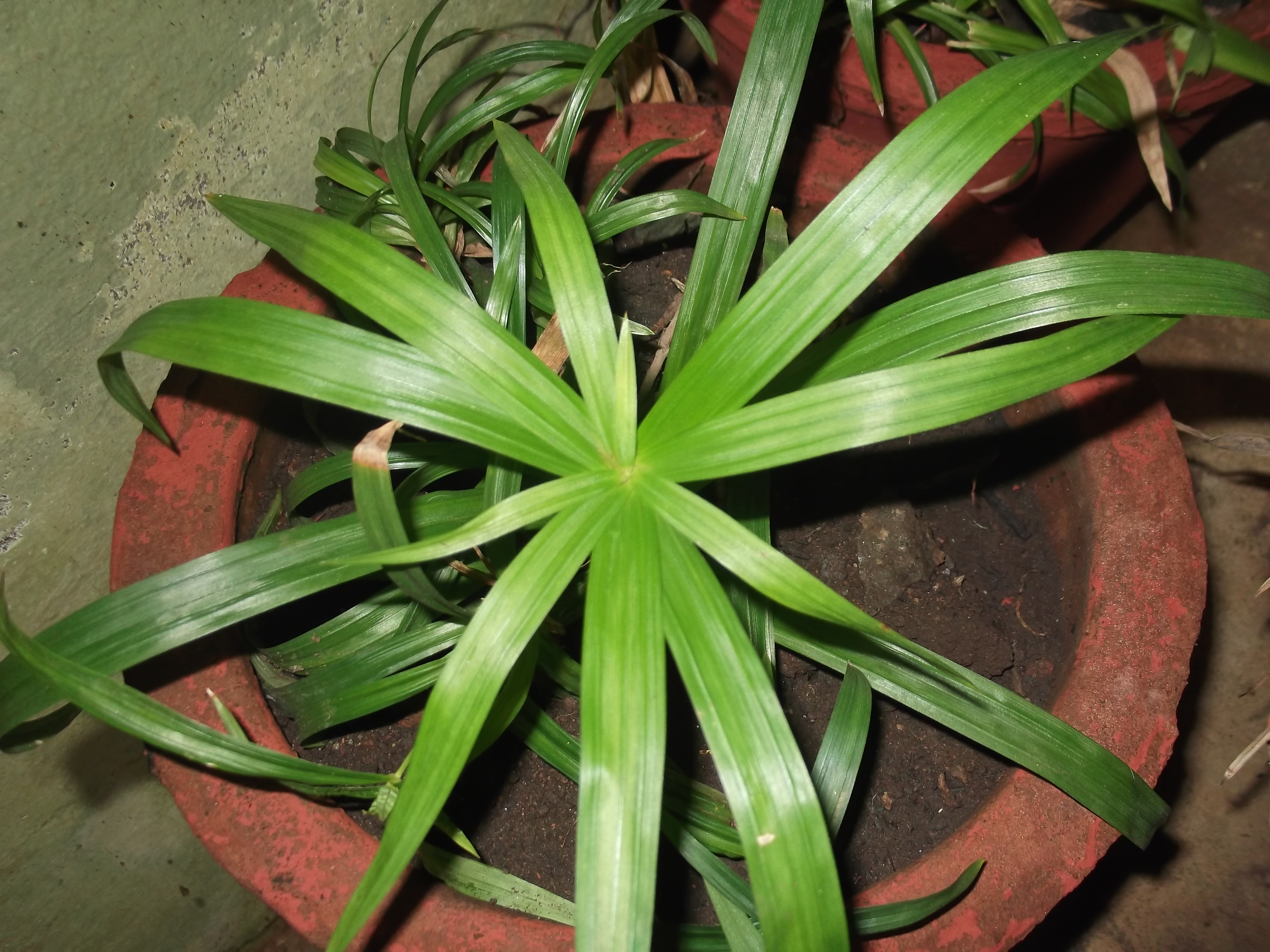
Cyperus diffusus

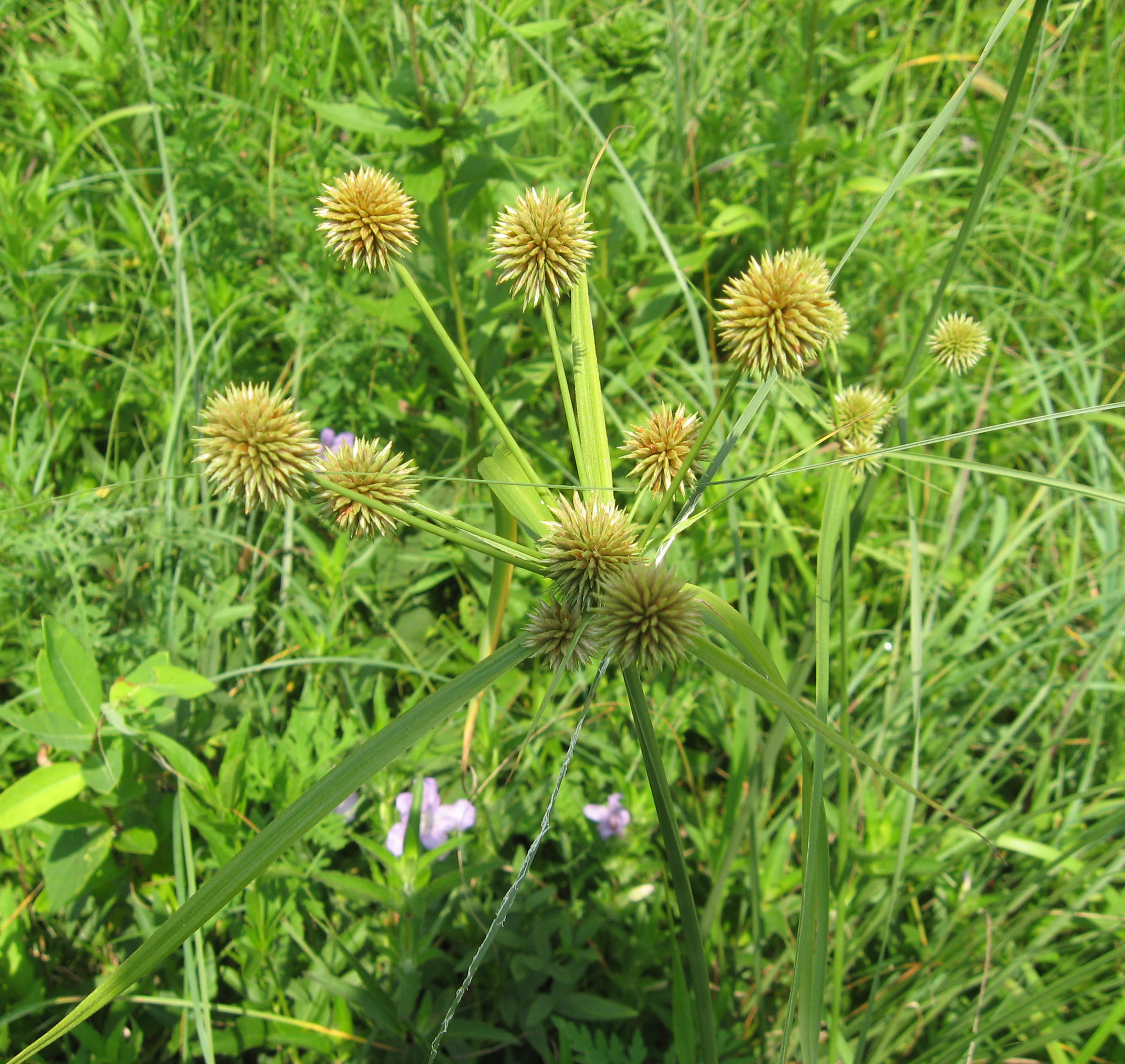
Cyperus echinatus

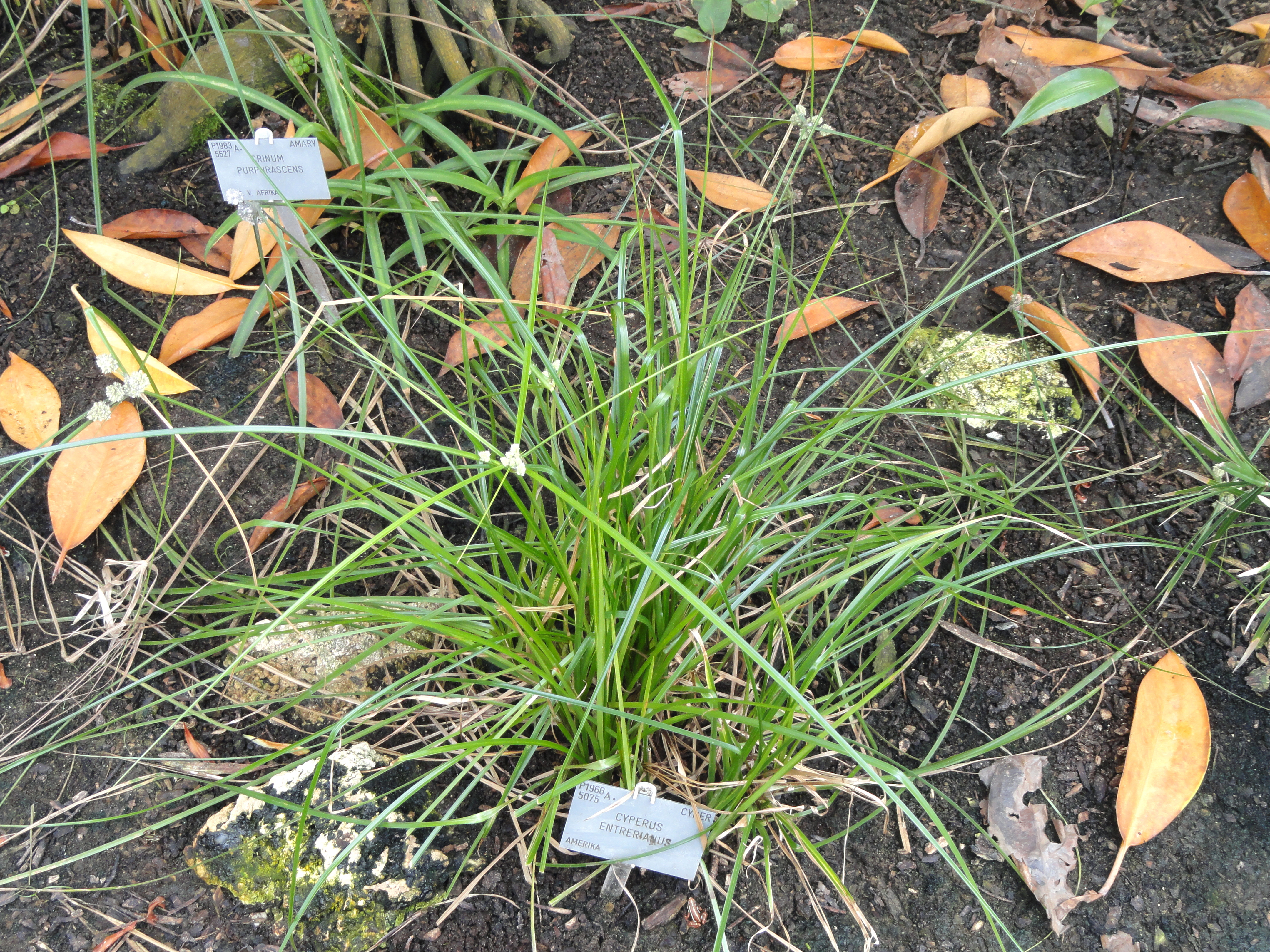
Cyperus entrerianus

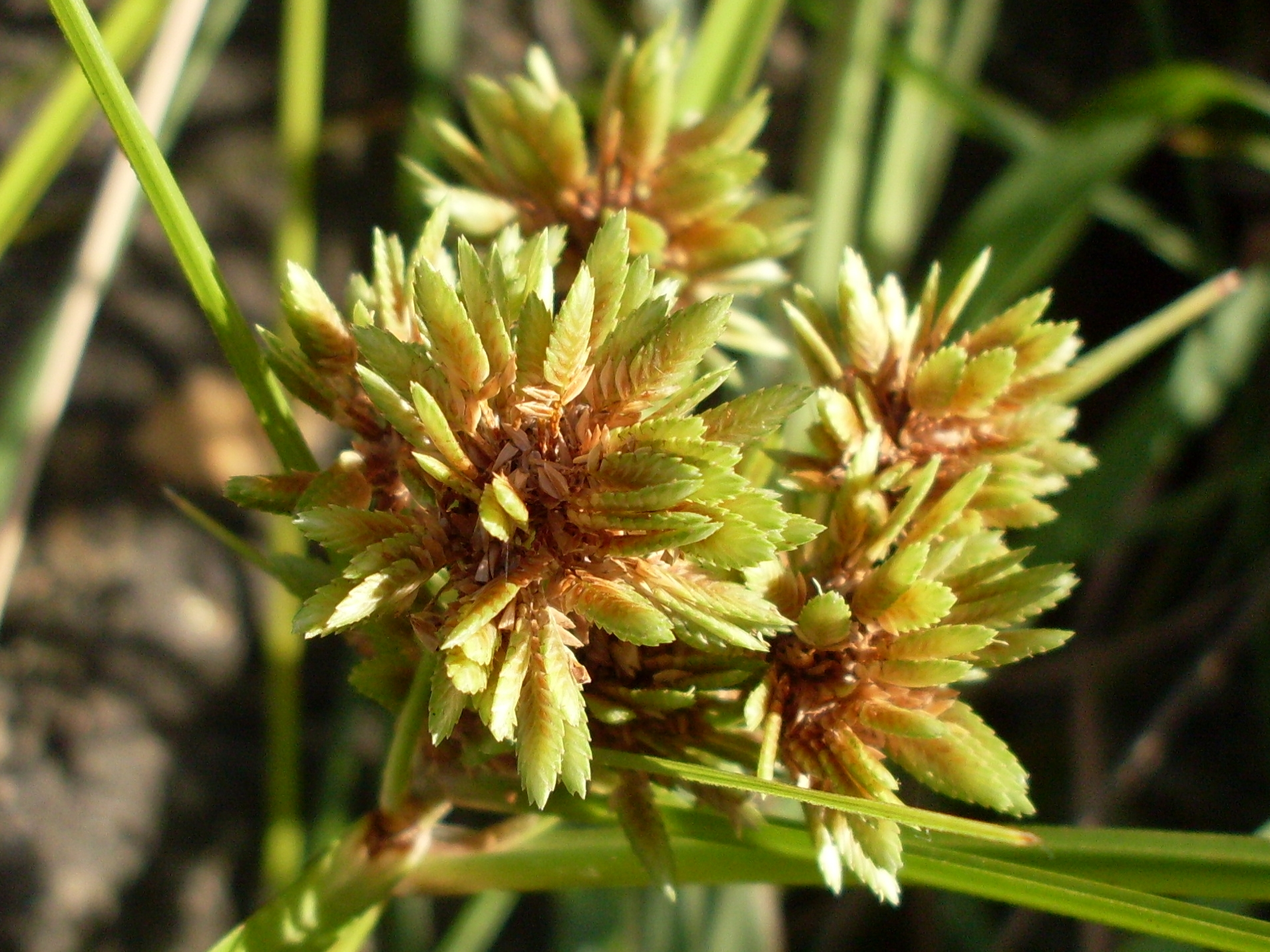
Cyperus eragrostis

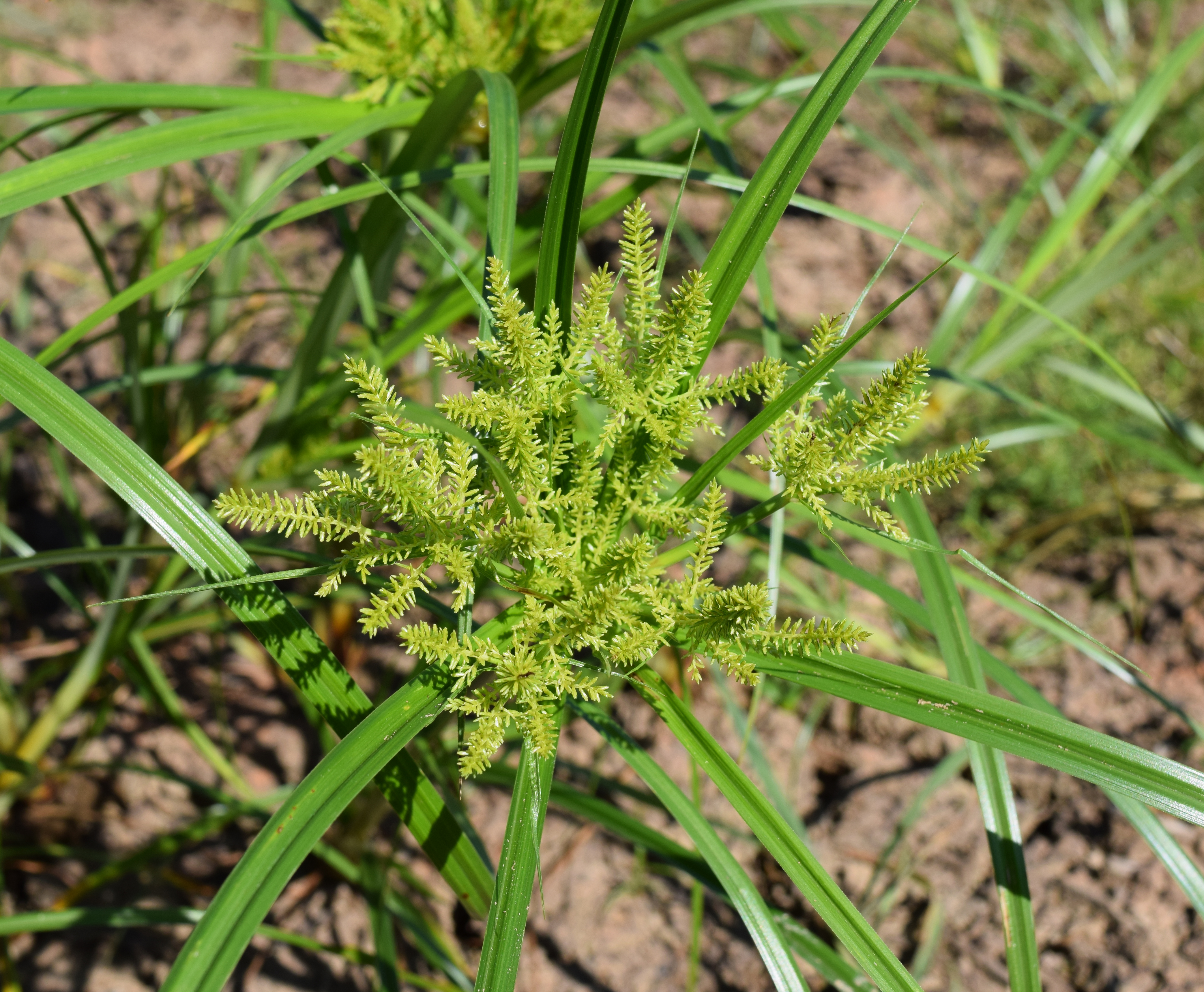
Cyperus erythrorhizos

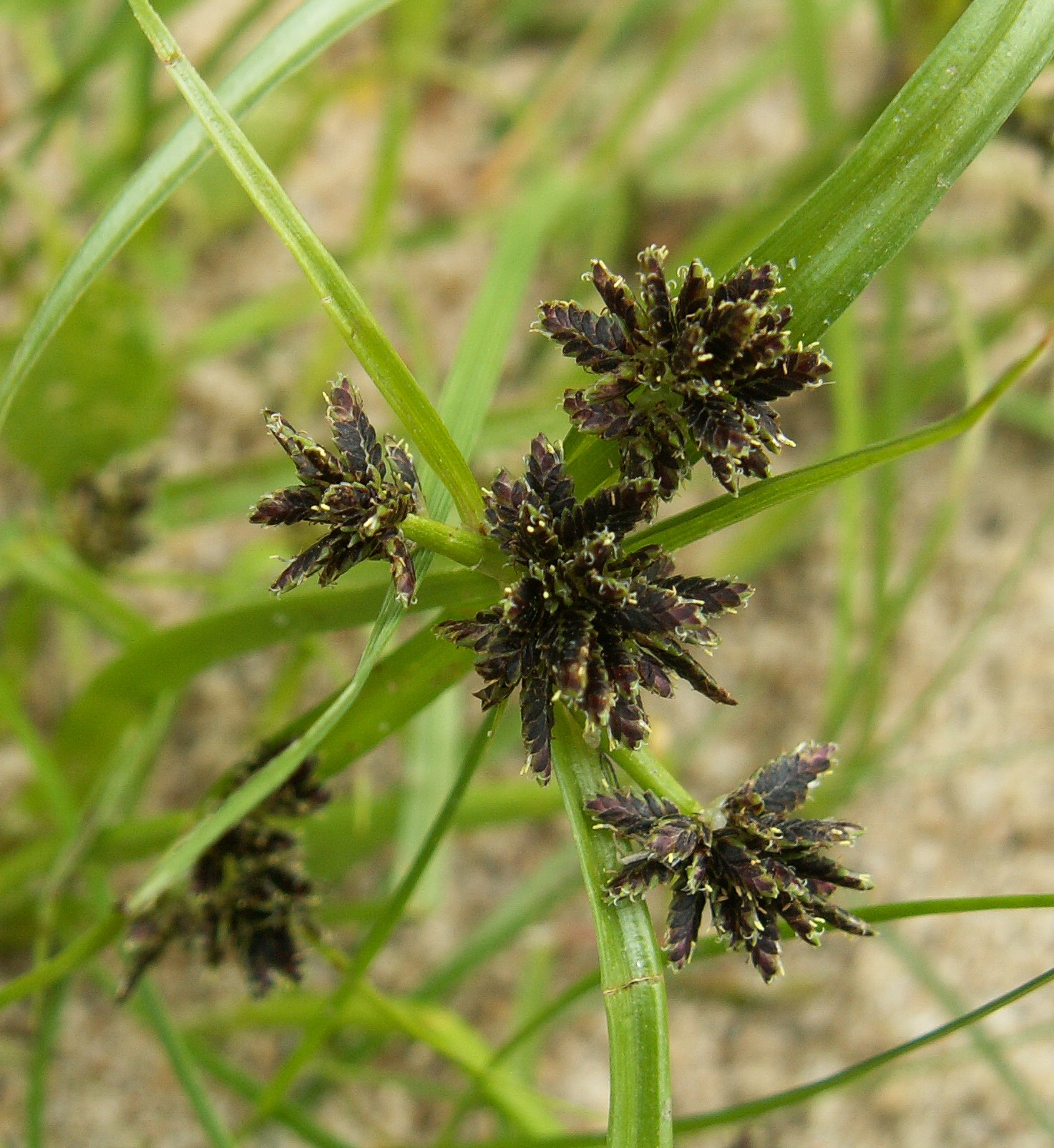
Cyperus fuscus

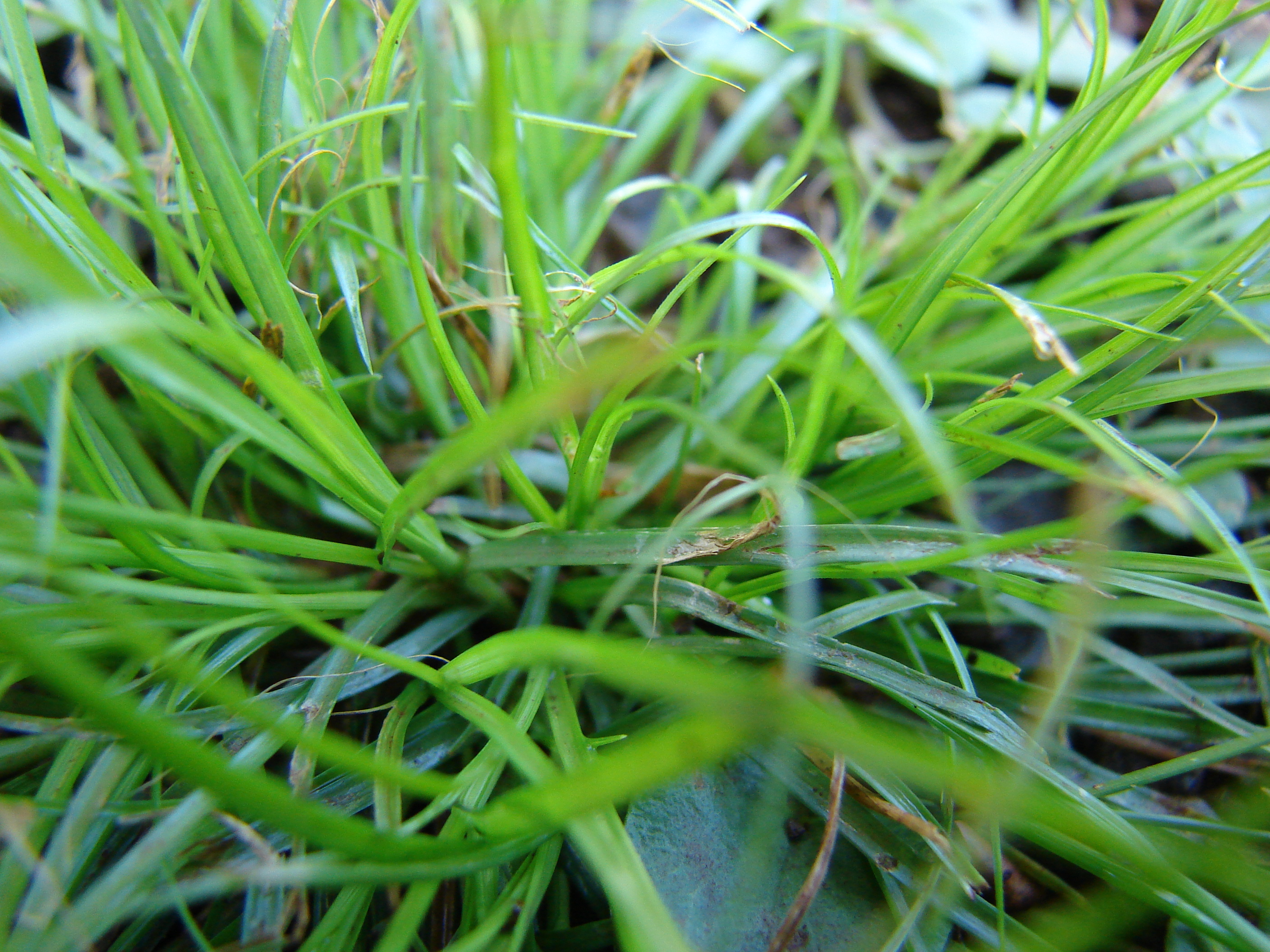
Cyperus gracilis

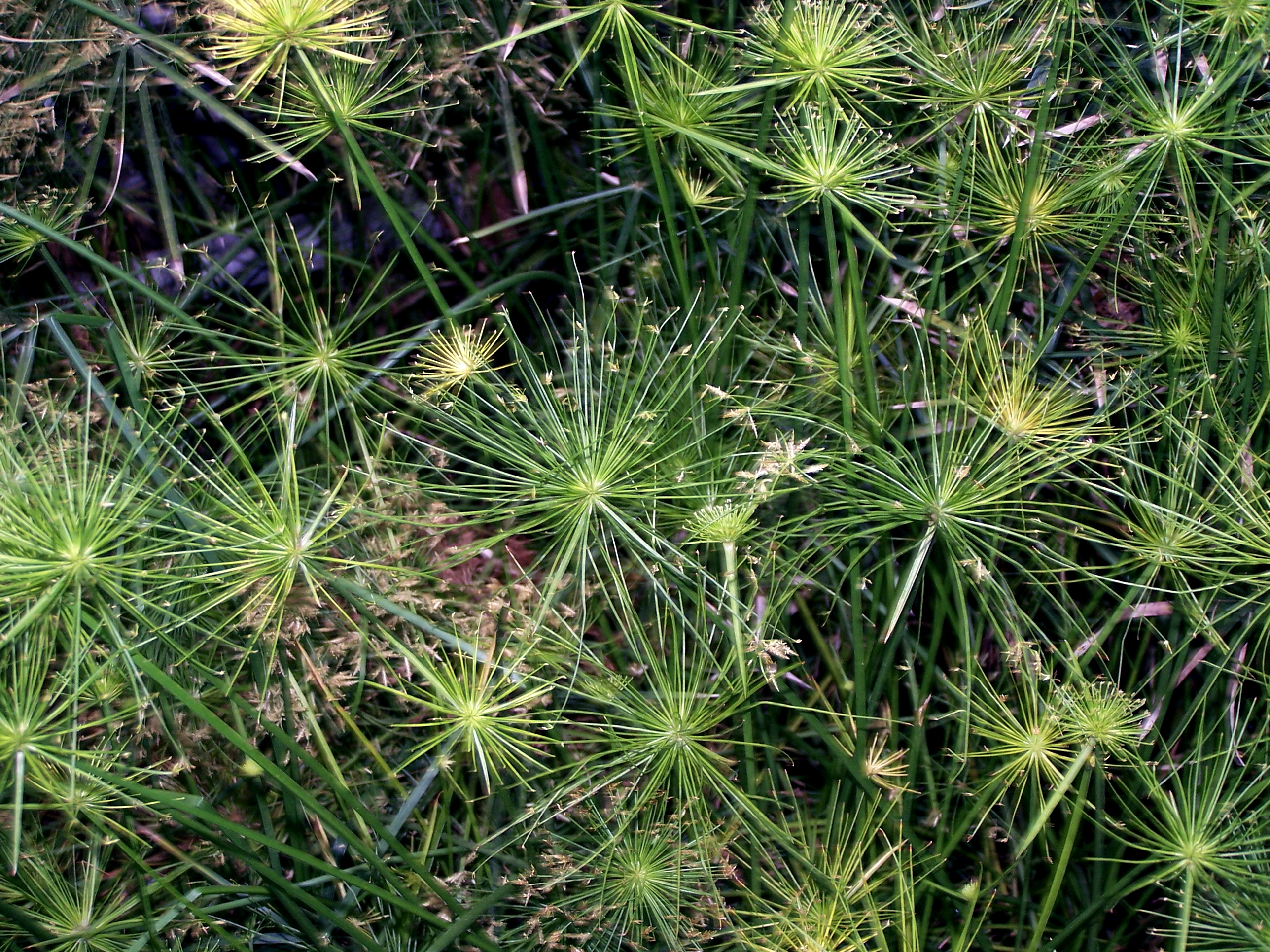
Cyperus haspan

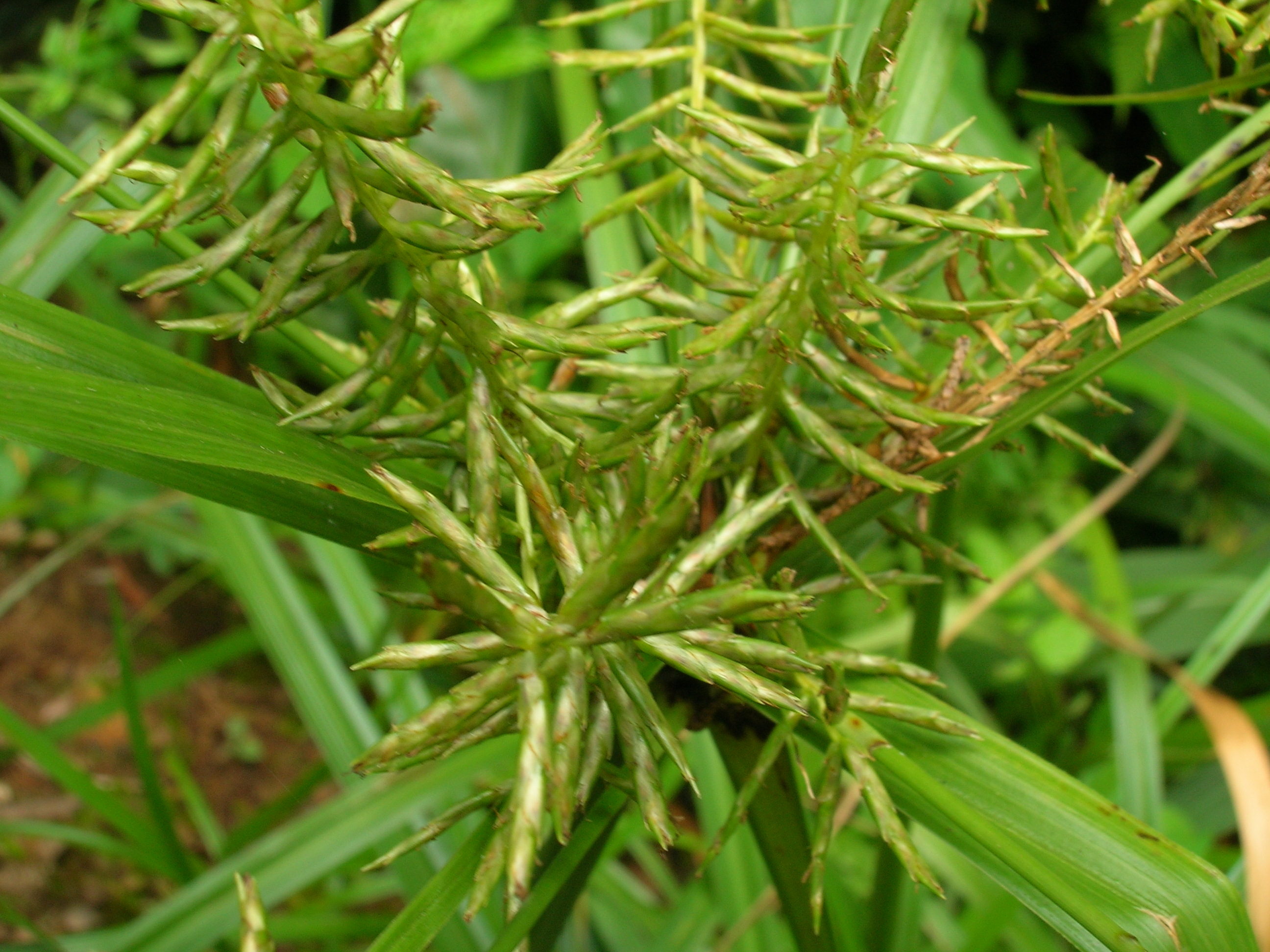
Cyperus hypochlorus

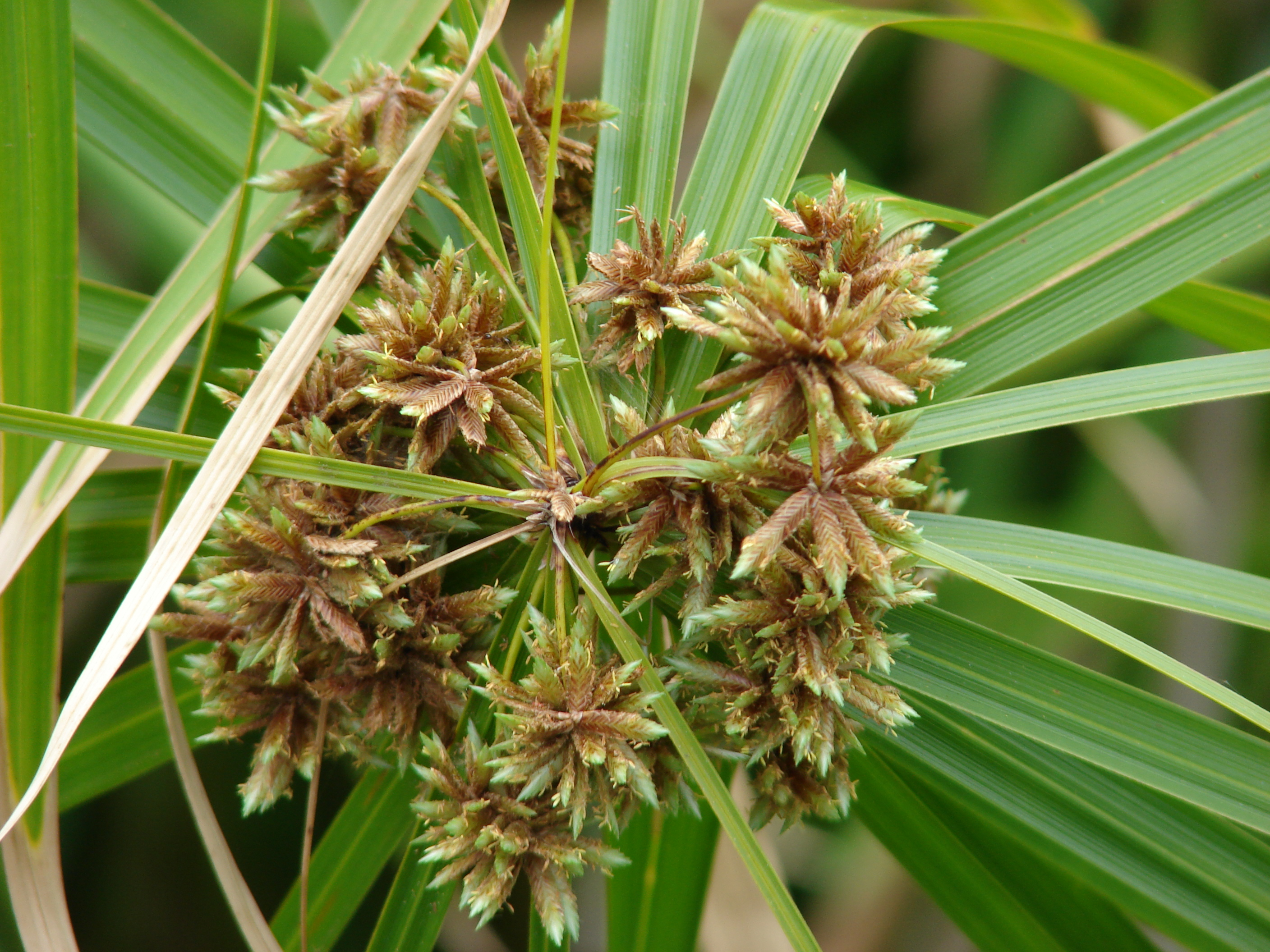
Cyperus involucratus

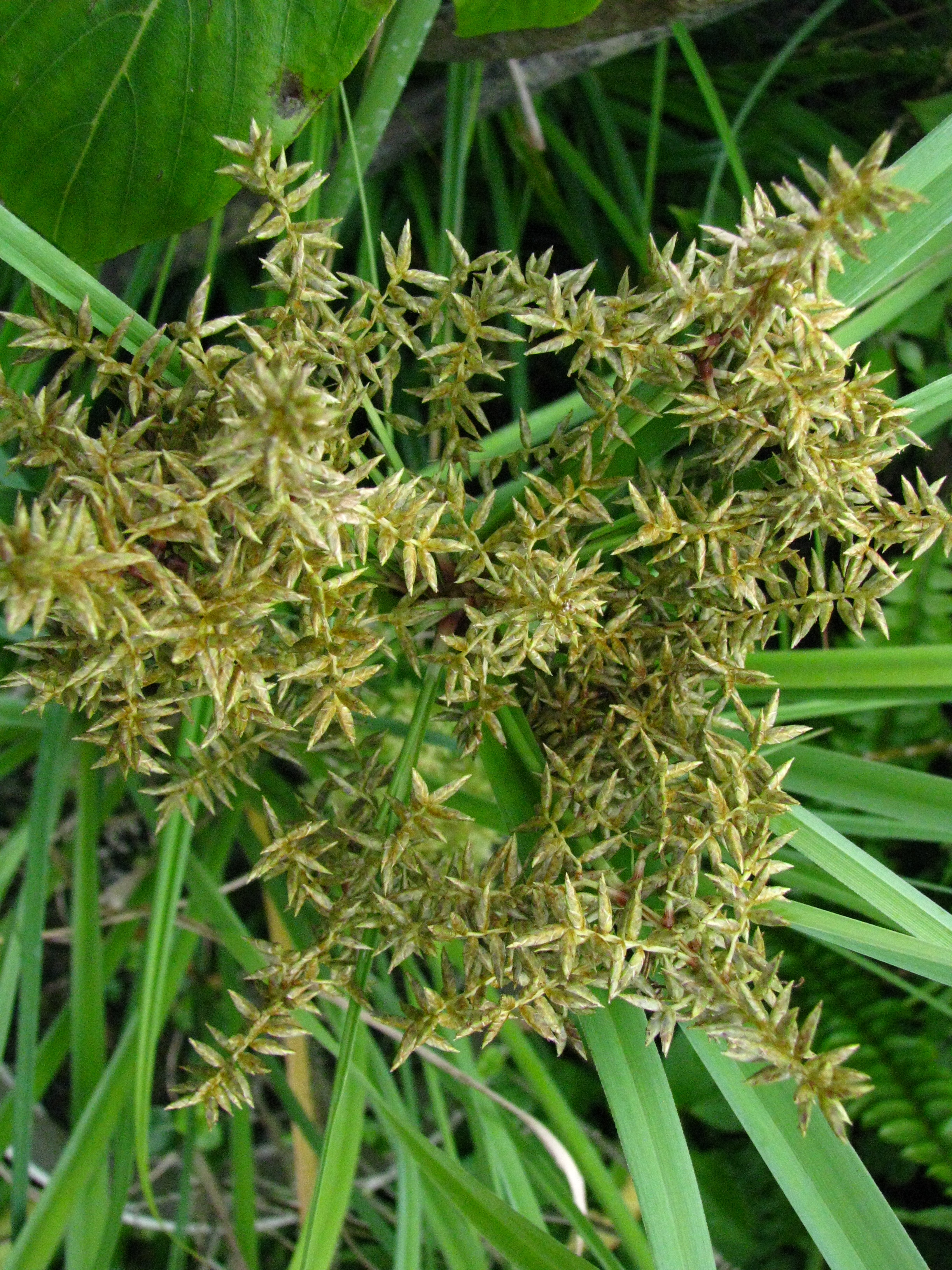
Cyperus javanicus

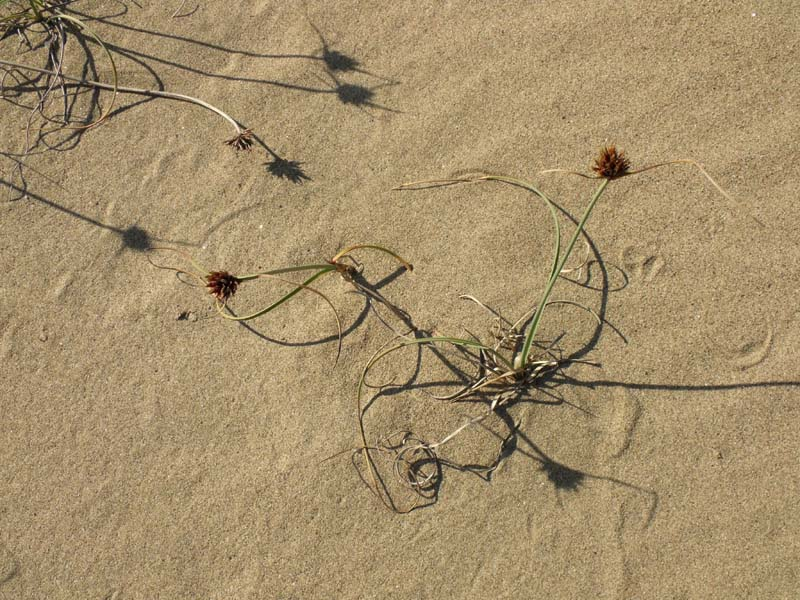
Cyperus kalli

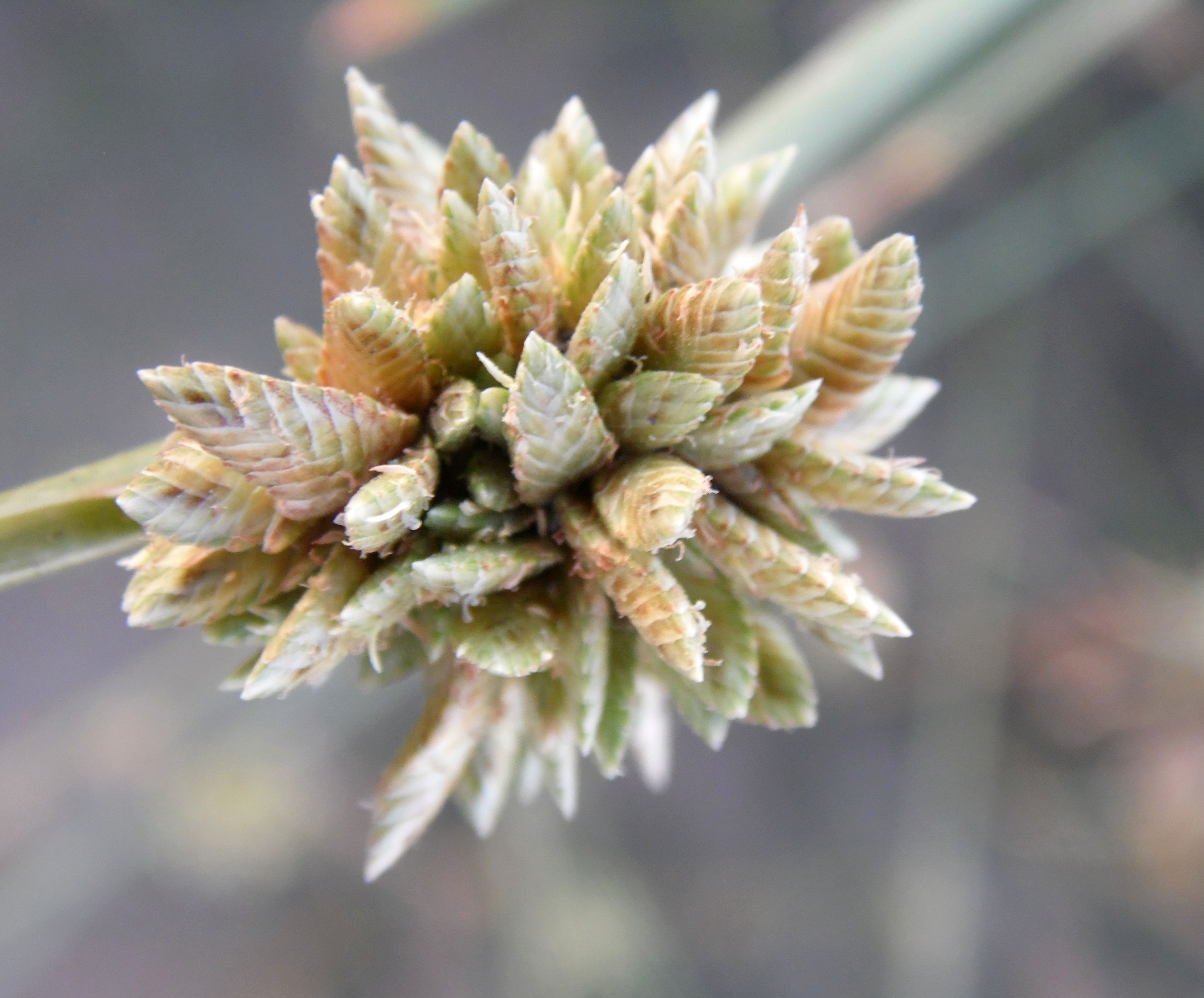
Cyperus laevigatus

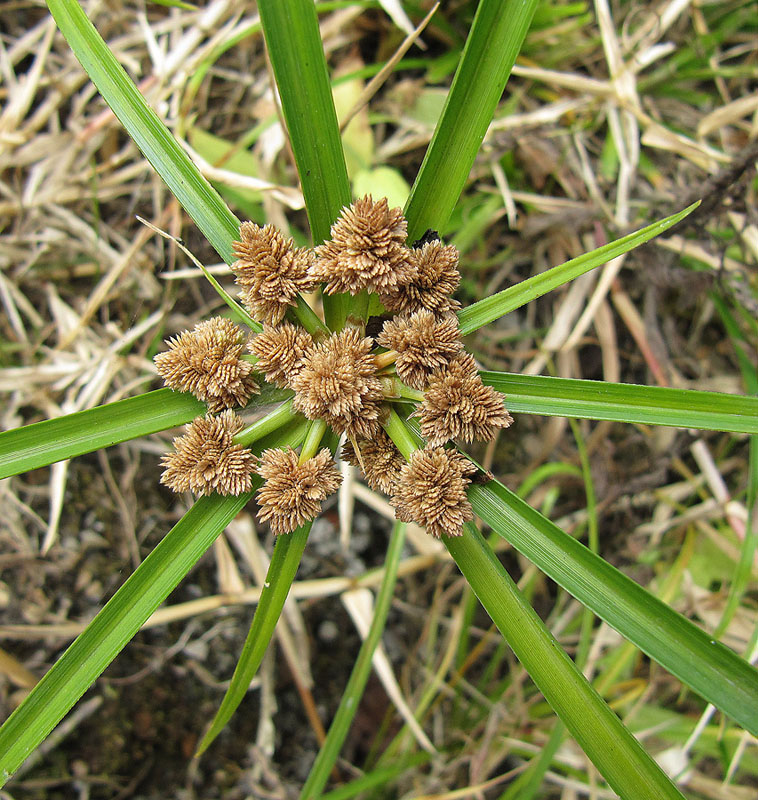
Cyperus ligularis

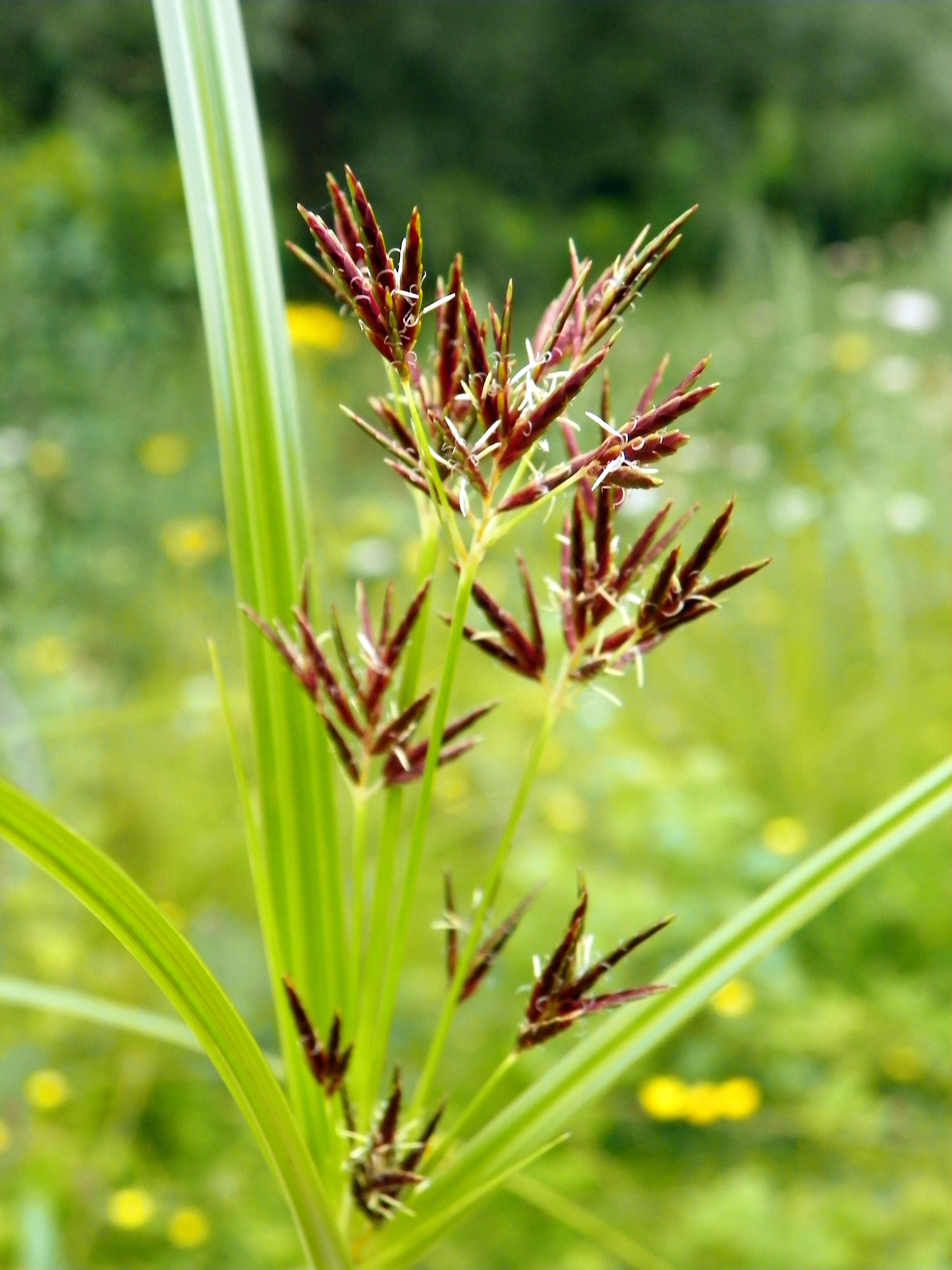
Cyperus longus

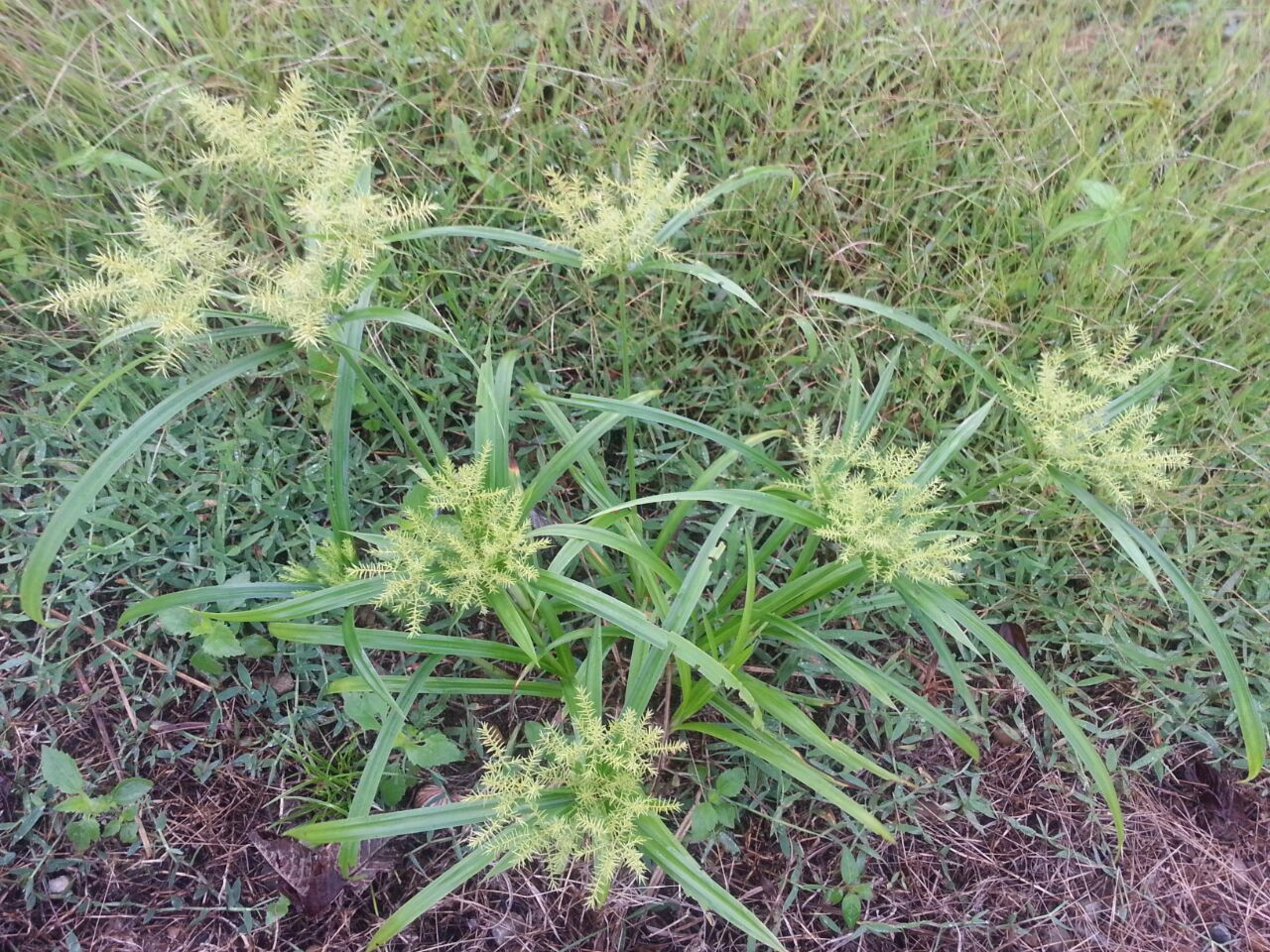
Cyperus luzulae

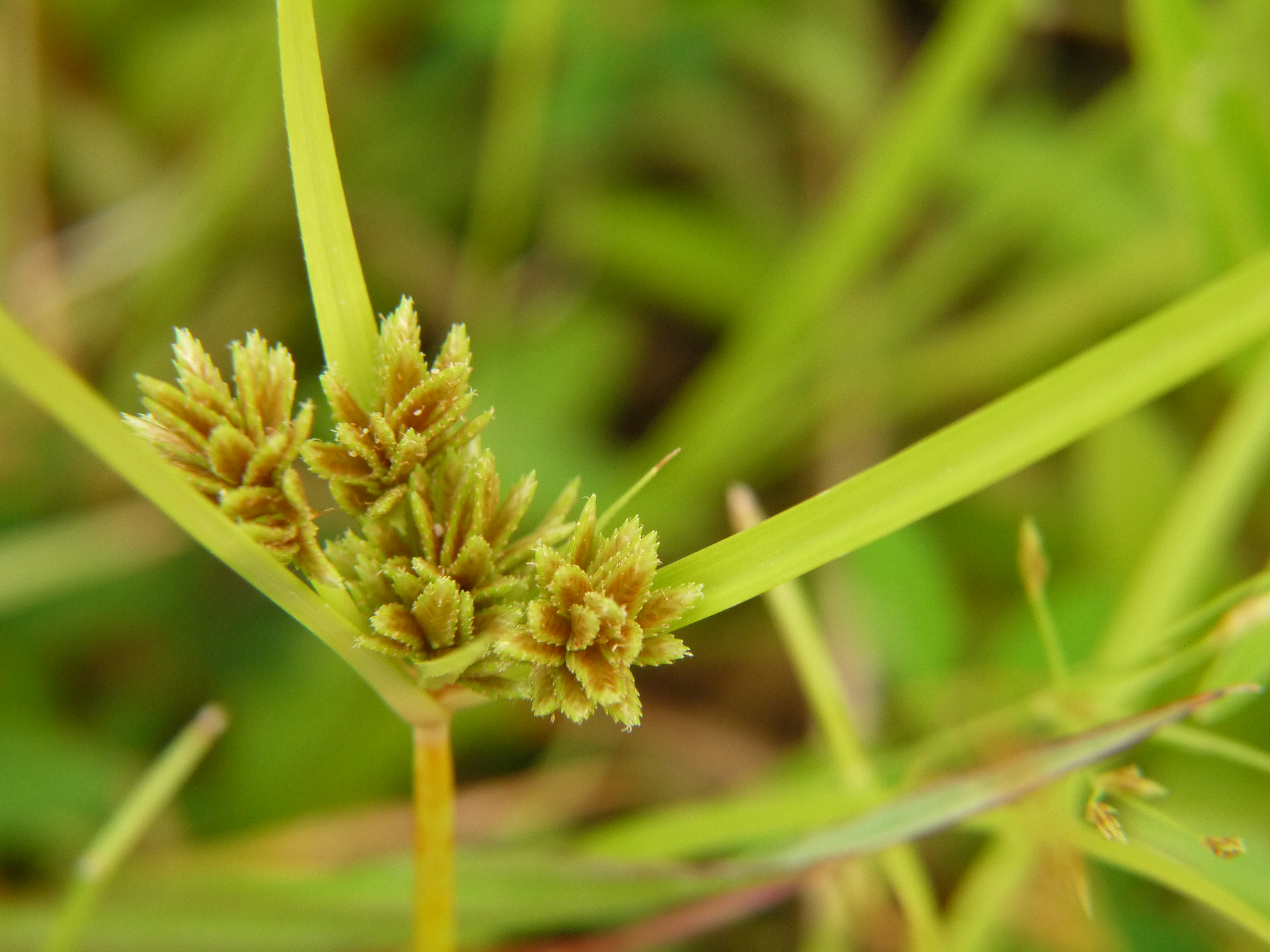
Cyperus nipponicus

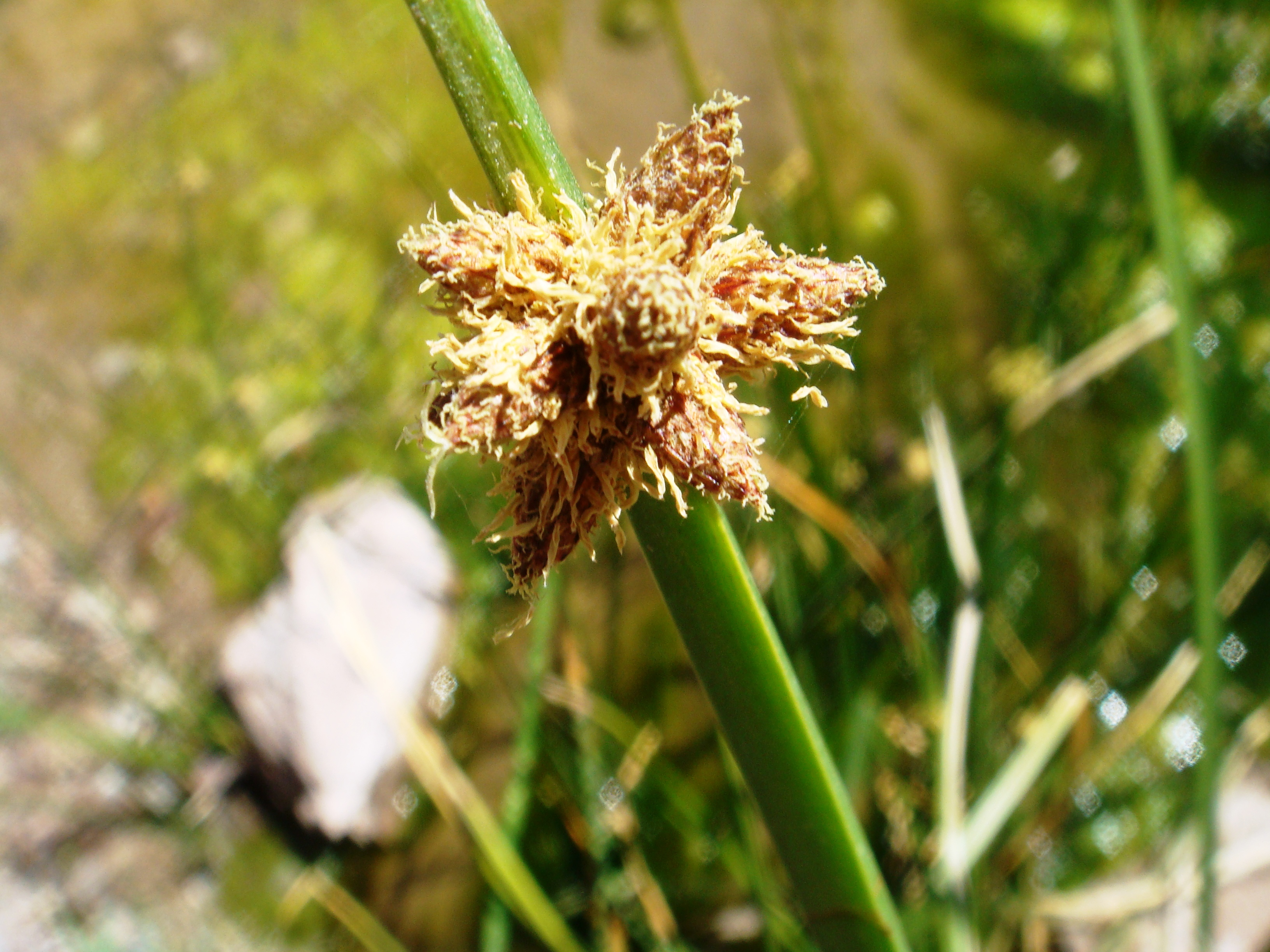
Cyperus odoratus

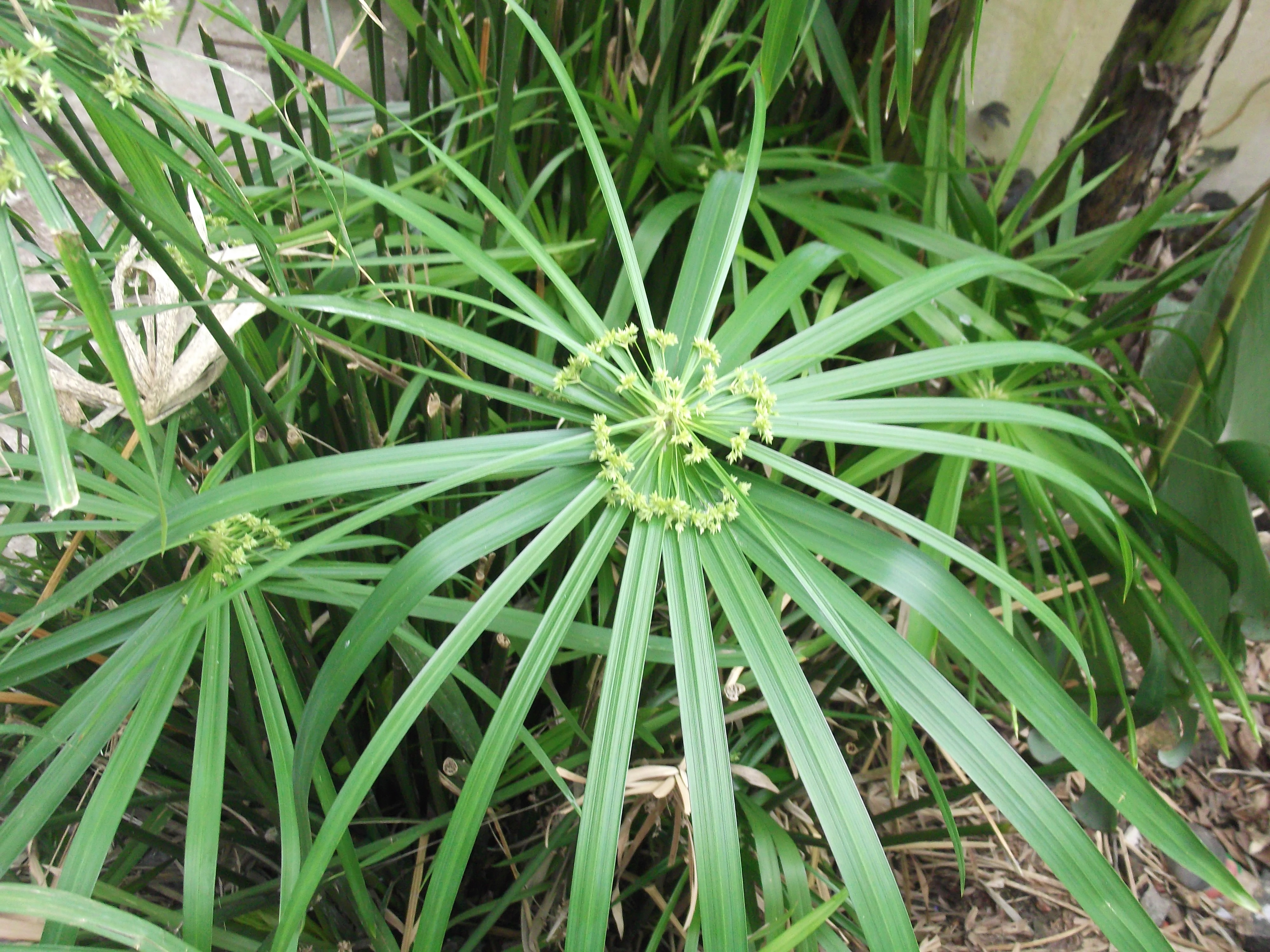
Cyperus paniceus

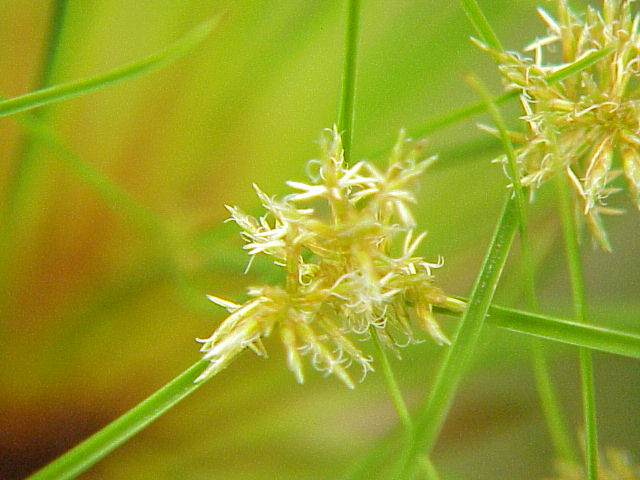
Cyperus papyrus

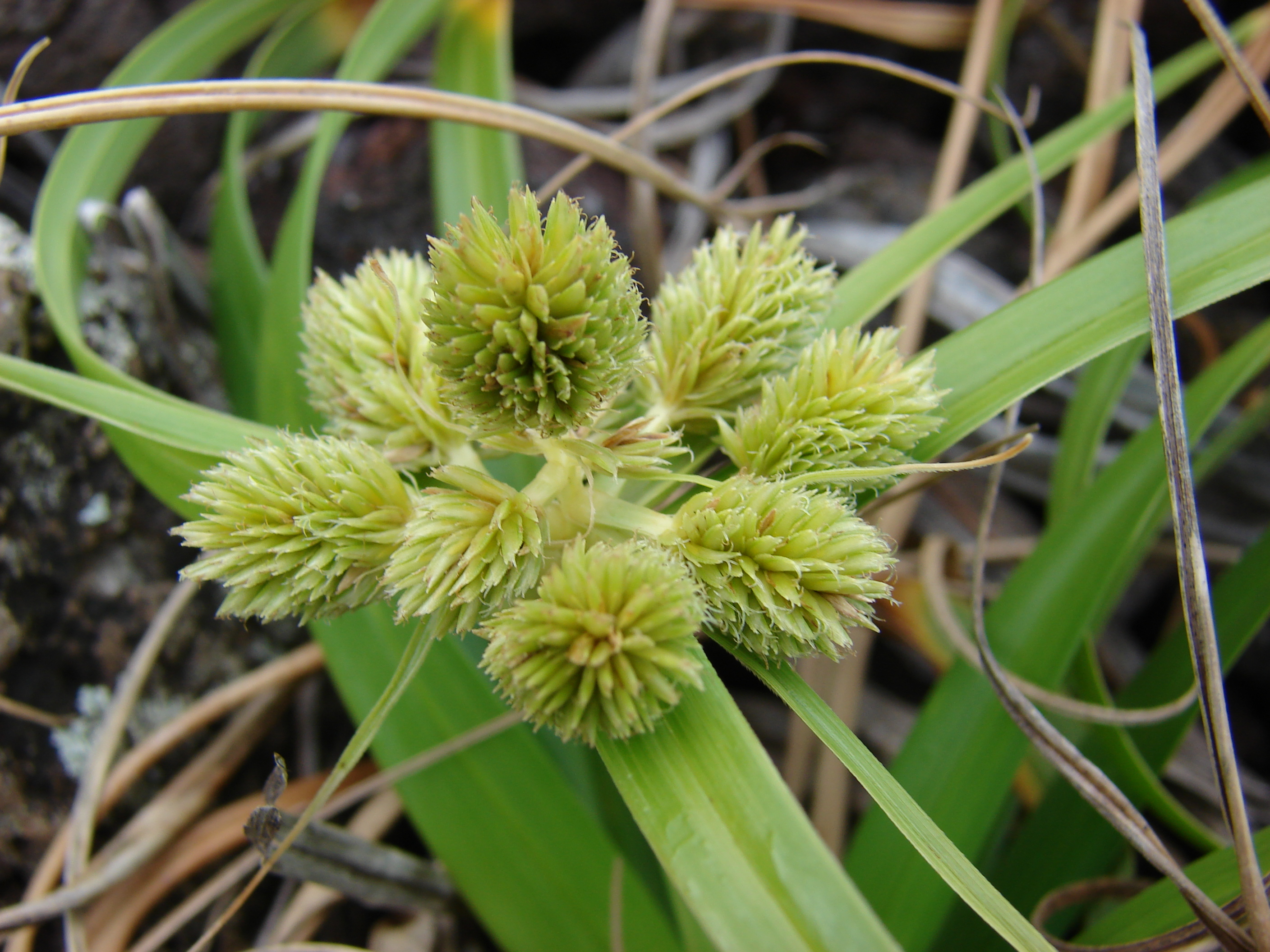
Cyperus phleoides

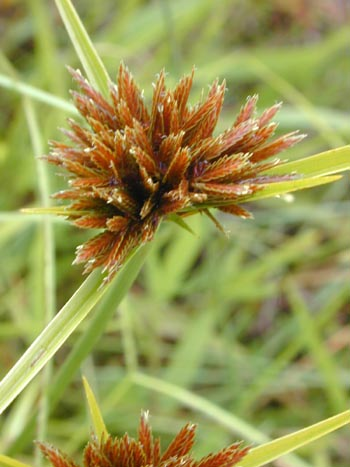
Cyperus polystachyos

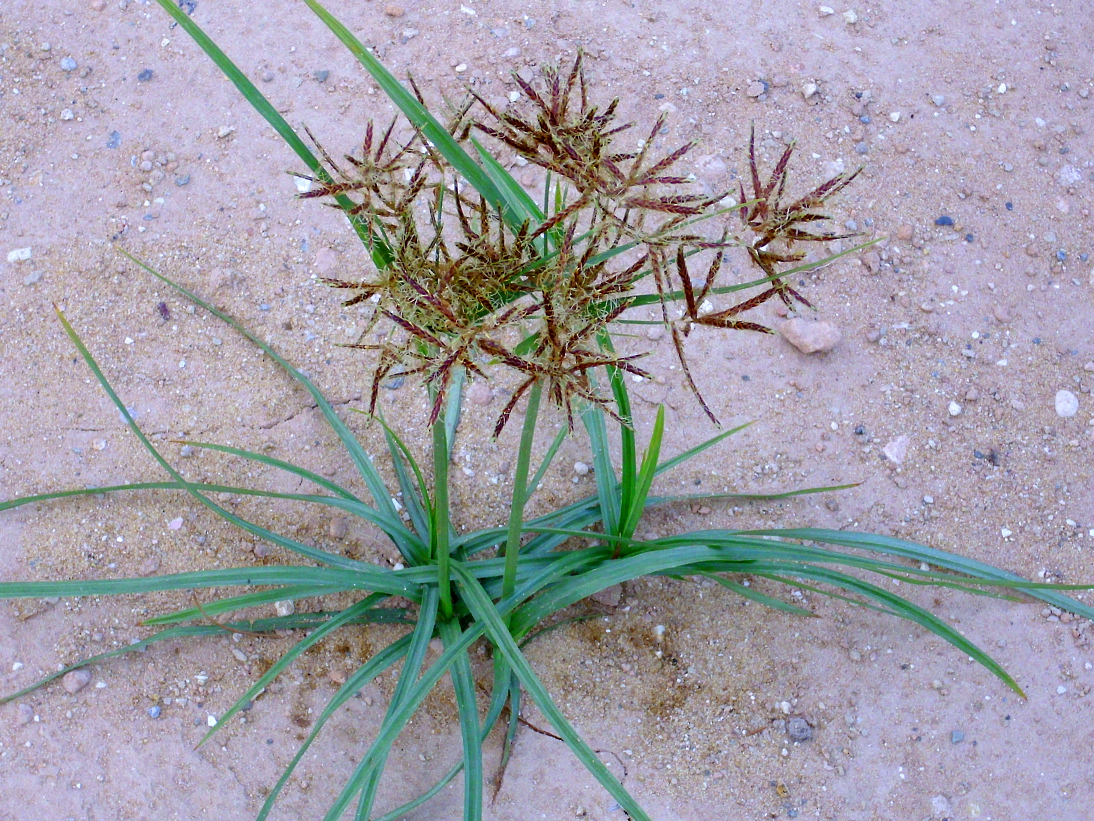
Cyperus rotundus

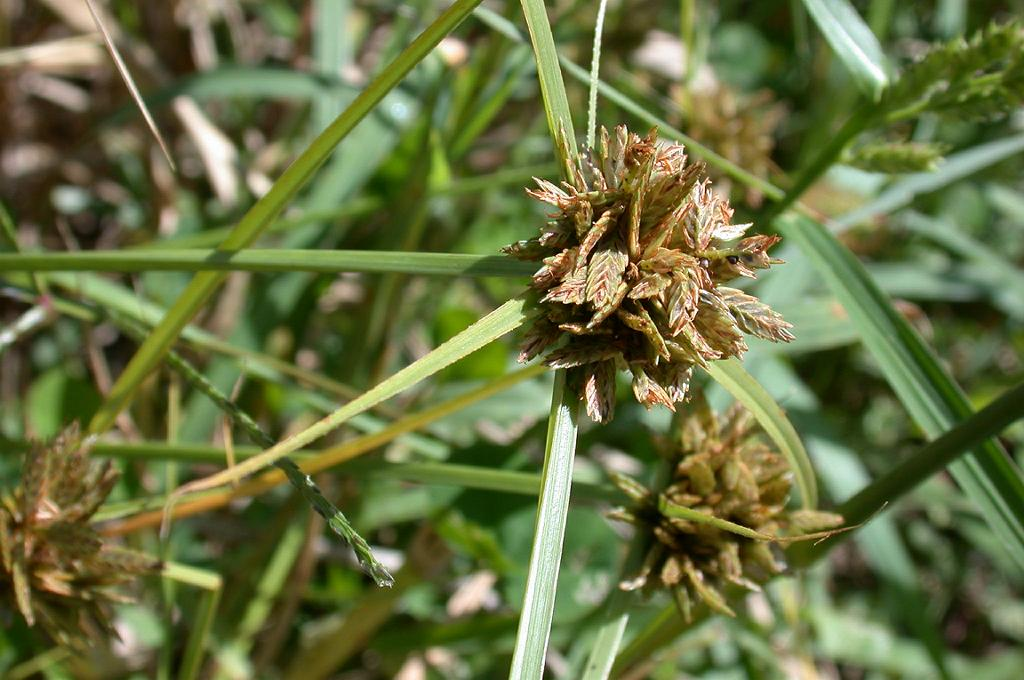
Cyperus sanguinolentus

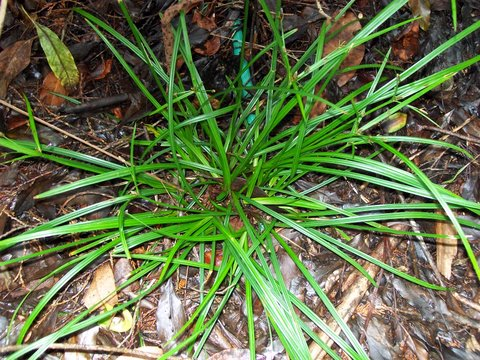
Cyperus tetraphyllus

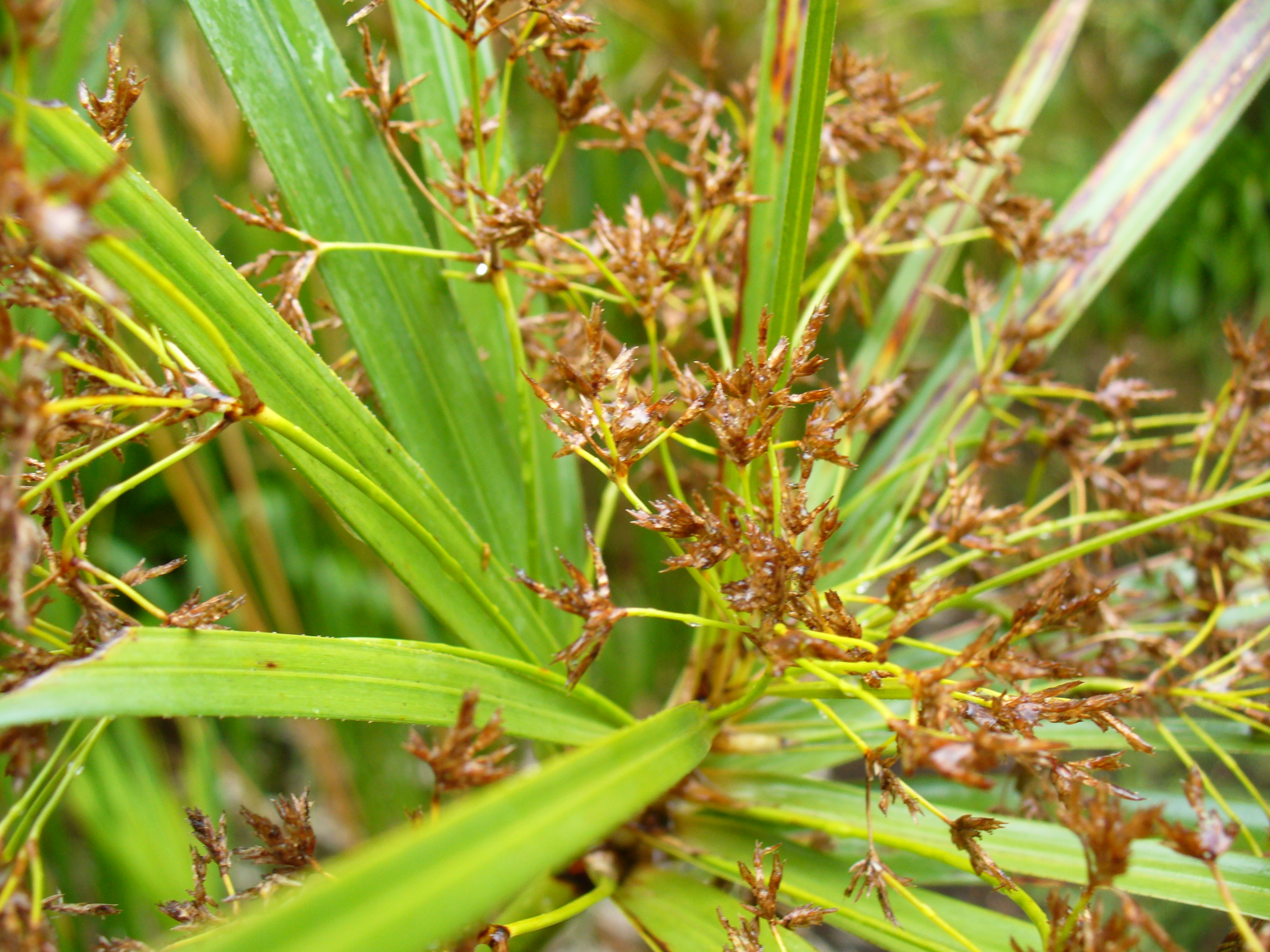
Cyperus textilis

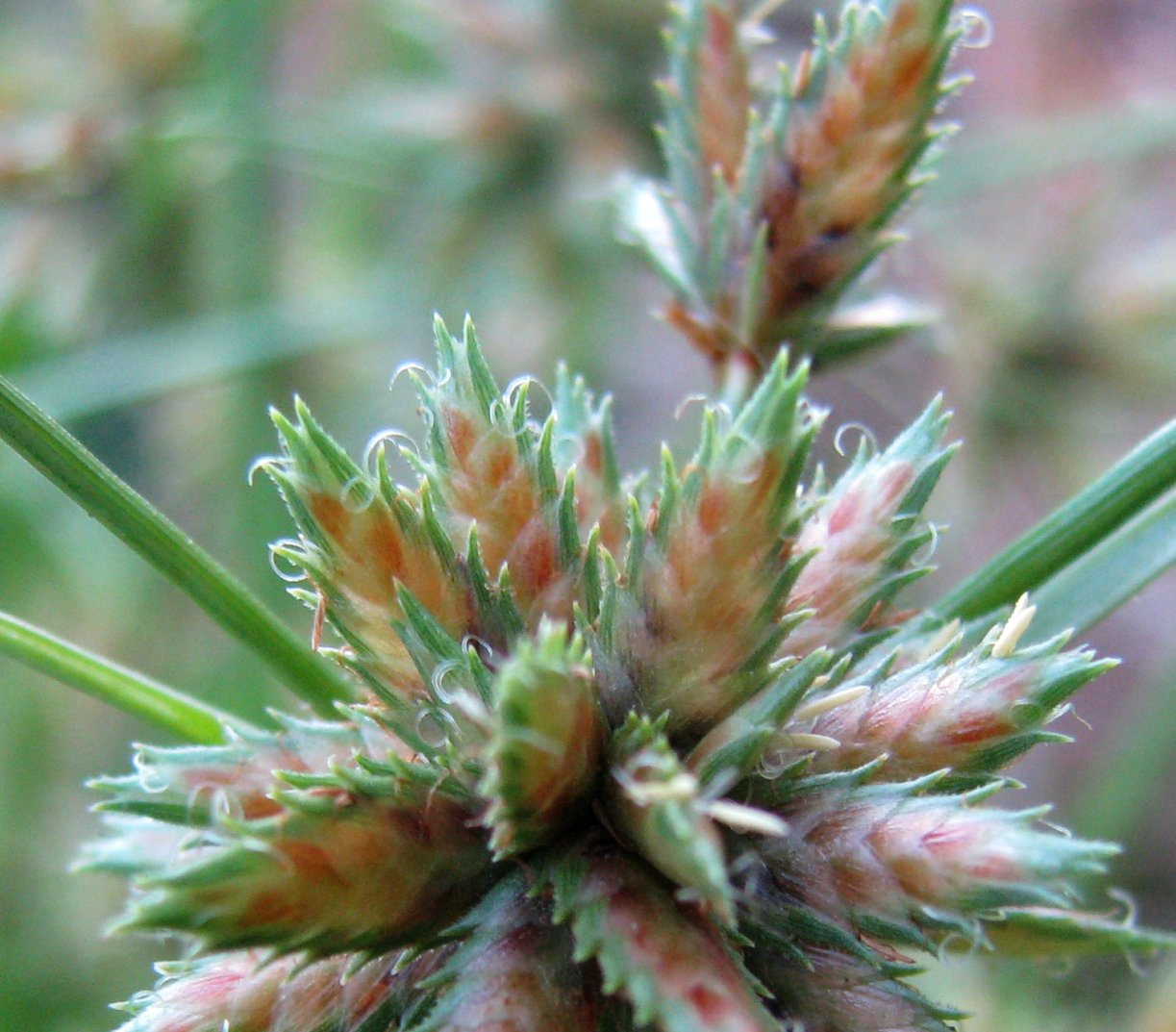
Cyperus trachysanthos

- Cyperus absconditicoronatus Bauters, Reynders & Goetgh.
- Cyperus acholiensis Larridon
- Cyperus acuminatus Torr. & Hook.
- Cyperus afroalpinus Lye
- Cyperus afrodunensis Lye
- Cyperus afromontanus Lye
- Cyperus afrovaricus Lye
- Cyperus aggregatus (Willd.) Endl.
- Cyperus ajax C.B.Clarke
- Cyperus alaticaulis R.Booth, D.J.Moore & Hodgon
- Cyperus albopilosus (C.B.Clarke) Kük.
- Cyperus albopurpureus Cherm.
- Cyperus albosanguineus Kük.
- Cyperus albostriatus Schrad.
- Cyperus albus J.Presl & C.Presl
- Cyperus algeriensis Väre & Kukkonen
- Cyperus almensis D.A.Simpson
- Cyperus alopecuroides Rottb. – cibora wyczyńcowata
- Cyperus alterniflorus R.Br.
- Cyperus alternifolius L. – cibora zmienna
- Cyperus altochrysocephalus Lye
- Cyperus altomicroglumis Lye
- Cyperus altsonii Kük.
- Cyperus alulatus J.Kern
- Cyperus alvesii G.C.Tucker
- Cyperus amabilis Vahl
- Cyperus amauropus Steud.
- Cyperus amuricus Maxim.
- Cyperus anderssonii Boeckeler
- Cyperus androhibensis D.A.Simpson
- Cyperus angolensis Boeckeler
- Cyperus angustatus R.Br.
- Cyperus anisitsii Kük.
- Cyperus ankaizinensis Cherm.
- Cyperus ankaratrensis Cherm.
- Cyperus antillanus (Kük.) O'Neill
- Cyperus appendiculatus (Brongn.) Kunth
- Cyperus aquatilis R.Br.
- Cyperus arenarius Retz.
- Cyperus armstrongii Benth.
- Cyperus arsenei O'Neill & Ben.Ayers
- Cyperus articulatus L.
- Cyperus astartodes K.L.Wilson
- Cyperus aster (C.B.Clarke ex Cherm.) Kük.
- Cyperus aterrimus Hochst. ex Steud.
- Cyperus atkinsonii C.B.Clarke
- Cyperus atractocarpus Ridl.
- Cyperus aucheri Jaub. & Spach
- Cyperus aureoalatus Lye
- Cyperus aureobrunneus C.B.Clarke
- Cyperus auriculatus Nees & Meyen ex Kunth
- Cyperus aurifer Cherm.
- Cyperus austrochrysanthus Lye
- Cyperus babakan Steud.
- Cyperus badius Poir.
- Cyperus balfourii C.B.Clarke
- Cyperus baobab Lye
- Cyperus baoulensis Kük.
- Cyperus baronii C.B.Clarke
- Cyperus bellus Kunth
- Cyperus benadirensis Chiov.
- Cyperus bernieri Cherm.
- Cyperus berroi (C.B.Clarke) Barros
- Cyperus betafensis Cherm.
- Cyperus betchei (Kük.) S.T.Blake
- Cyperus beyrichii (Schrad. ex Nees) Steud.
- Cyperus bifolius Lye
- Cyperus blakeanus K.L.Wilson
- Cyperus blysmoides Hochst. ex C.B.Clarke
- Cyperus boreobellus Lye
- Cyperus boreochrysocephalus Lye
- Cyperus boreohemisphaericus Lye
- Cyperus bowmanii F.Muell. ex Benth.
- Cyperus breedlovei G.C.Tucker
- Cyperus breviculmis R.Br.
- Cyperus brumadoi D.A.Simpson
- Cyperus brunneofibrosus Lye
- Cyperus brunnescens Boeckeler
- Cyperus bulamensis Steud.
- Cyperus bulbosus Vahl
- Cyperus burkartii Guagl.
- Cyperus caesius Boeckeler
- Cyperus calderoniae S.González
- Cyperus camphoratus Liebm.
- Cyperus cancrorum Cherm.
- Cyperus canus J.Presl & C.Presl
- Cyperus capensis (Steud.) Endl.
- Cyperus capitatus Vand.
- Cyperus carinatus R.Br.
- Cyperus castaneobellus Lye
- Cyperus castaneus Willd.
- Cyperus cearaensis Gross ex Kük.
- Cyperus celans Kukkonen
- Cyperus cellulosoreticulatus Boeckeler
- Cyperus centralis K.L.Wilson
- Cyperus cephalanthus Torr. & Hook.
- Cyperus cephalotes Vahl
- Cyperus chaetophyllus (Chiov.) Kük.
- Cyperus chalaranthus J.Presl & C.Presl
- Cyperus chamaecephalus Cherm.
- Cyperus chermezonianus Robyns & Tournay
- Cyperus chersinus (N.E.Br.) Kük.
- Cyperus chevalieri Kük.
- Cyperus chinsalensis Podlech
- Cyperus chionocephalus (Chiov.) Chiov. ex Chiarugi
- Cyperus chlorocephalus (C.B.Clarke) Kük.
- Cyperus chordorrhizus Chiov.
- Cyperus chorisanthos C.B.Clarke
- Cyperus chrysocephalus (K.Schum.) Kük.
- Cyperus ciliatus Jungh.
- Cyperus cinereobrunneus Kük.
- Cyperus clarkei T.Cooke
- Cyperus clarus S.T.Blake
- Cyperus clavinux C.B.Clarke
- Cyperus columbiensis Palla
- Cyperus colymbetes Kotschy & Peyr.
- Cyperus commixtus Kük.
- Cyperus compactus Retz.
- Cyperus compressus L.
- Cyperus concinnus R.Br.
- Cyperus confertus Sw.
- Cyperus congensis C.B.Clarke
- Cyperus congestus Vahl
- Cyperus conglomeratus Rottb.
- Cyperus conicus (R.Br.) Boeckeler
- Cyperus consors C.B.Clarke
- Cyperus constanzae Urb.
- Cyperus coriifolius Boeckeler
- Cyperus cornelii-ostenii Kük.
- Cyperus coronarius (Vahl) Kunth
- Cyperus correllii (T.Koyama) G.C.Tucker
- Cyperus corymbosus Rottb.
- Cyperus costaricensis Gómez-Laur.
- Cyperus cracens K.L.Wilson
- Cyperus crassipes Vahl
- Cyperus cremeomariscus Lye
- Cyperus crispulus K.L.Wilson
- Cyperus cristulatus S.T.Blake
- Cyperus croceus Vahl
- Cyperus cruentus Rottb.
- Cyperus crypsoides J.Kern
- Cyperus cundudoensis Chiov.
- Cyperus cunninghamii (C.B.Clarke) C.A.Gardner
- Cyperus curvistylis J.Kern
- Cyperus cuspidatus Kunth
- Cyperus cylindrostachyus Boeckeler
- Cyperus cymulosus Willemet
- Cyperus cyperinus (Retz.) Suringar
- Cyperus cyperoides (L.) Kuntze
- Cyperus cyprius Post
- Cyperus dactyliformis Boeckeler
- Cyperus dactylotes Benth.
- Cyperus davidsei G.C.Tucker
- Cyperus debilis R.Br.
- Cyperus debilissimus Baker
- Cyperus deciduus Boeckeler
- Cyperus decompositus (R.Br.) F.Muell.
- Cyperus densibulbosus Lye
- Cyperus dentatus Torr.
- Cyperus dentoniae G.C.Tucker
- Cyperus denudatus L.f.
- Cyperus derreilema Steud.
- Cyperus diamantinus (D.A.Simpson) Govaerts
- Cyperus dianae Steud.
- Cyperus dichromeniformis Kunth
- Cyperus dichromus C.B.Clarke
- Cyperus dichrostachyus Hochst. ex A.Rich.
- Cyperus dietrichiae Boeckeler
- Cyperus difformis L.
- Cyperus diffusus Vahl
- Cyperus digitatus Roxb.
- Cyperus dilatatus Schumach.
- Cyperus dioicus I.M.Johnst.
- Cyperus dipsaceus Liebm.
- Cyperus disjunctus C.B.Clarke
- Cyperus distans L.f.
- Cyperus distinctus Steud.
- Cyperus diurensis Boeckeler
- Cyperus dives Delile
- Cyperus diwakarii Wad.Khan & Solanke
- Cyperus drakensbergensis (Vorster) Govaerts
- Cyperus dregeanus Kunth
- Cyperus drummondii Torr. & Hook.
- Cyperus dubius Rottb.
- Cyperus duclouxii E.G.Camus
- Cyperus dunensis (Cherm.) Kük.
- Cyperus duripes I.M.Johnst.
- Cyperus durus Kunth
- Cyperus eboracensis R.Booth, D.J.Moore & Hodgon
- Cyperus echinatus (L.) Alph.Wood
- Cyperus eglobosus K.L.Wilson
- Cyperus ekmanii Kük.
- Cyperus elatus L.
- Cyperus elegans L.
- Cyperus elephantinus (C.B.Clarke) C.B.Clarke
- Cyperus endlichii Kük.
- Cyperus enervis R.Br.
- Cyperus entrerianus Boeckeler
- Cyperus ephemerus Kukkonen & Väre
- Cyperus eragrostis Lam.
- Cyperus eremicus Kukkonen
- Cyperus erythrorrhizos Muhl.
- Cyperus esculentus L. – cibora jadalna
- Cyperus exaltatus Retz.
- Cyperus exilis Willd. ex Kunth
- Cyperus expansus Poir.
- Cyperus familiaris Steud.
- Cyperus fastigiatus Rottb.
- Cyperus fauriei Kük.
- Cyperus feani F.Br.
- Cyperus felipponei Kük.
- Cyperus fendlerianus Boeckeler
- Cyperus ferrugineoviridis (C.B.Clarke) Kük.
- Cyperus fertilis Boeckeler
- Cyperus filiculmis Vahl
- Cyperus filifolius Willd. ex Kunth
- Cyperus filiformis Sw.
- Cyperus filipes Benth.
- Cyperus fischerianus Schimp. ex A.Rich.
- Cyperus fissus Steud.
- Cyperus flaccidus R.Br.
- Cyperus flavoculmis Lye
- Cyperus flexuosus Vahl
- Cyperus floribundus (Kük.) R.Carter & S.D.Jones
- Cyperus floridanus Britton
- Cyperus foliaceus C.B.Clarke
- Cyperus forskalianus Väre & Kukkonen
- Cyperus friburgensis Boeckeler
- Cyperus fucosus K.L.Wilson
- Cyperus fulgens C.B.Clarke
- Cyperus fuligineus Chapm.
- Cyperus fulvoalbescens T.Koyama
- Cyperus fulvus R.Br.
- Cyperus fuscescens Willd. ex Link
- Cyperus fuscovaginatus Kük.
- Cyperus fuscus L. – cibora brunatna
- Cyperus galengensis C.B. Clarke in Baker
- Cyperus gardneri Nees
- Cyperus gayi (C.B.Clarke) Kük.
- Cyperus giganteus Vahl
- Cyperus gigantobulbes Lye
- Cyperus gilesii Benth.
- Cyperus glaber L.
- Cyperus glaucophyllus Boeckeler
- Cyperus glomeratus L.
- Cyperus graciliculmis Lye
- Cyperus gracilis R.Br.
- Cyperus granatensis C.B.Clarke
- Cyperus grandibulbosus C.B.Clarke
- Cyperus grandifolius J.G.Anderson
- Cyperus grandis C.B.Clarke
- Cyperus grandisimplex C.B.Clarke
- Cyperus granitophilus McVaugh
- Cyperus grayi Torr.
- Cyperus grayioides Mohlenbr.
- Cyperus grossianus Pedersen
- Cyperus gubanii Väre & Kukkonen
- Cyperus guianensis (C.B.Clarke) Kük.
- Cyperus gunnii Hook.f.
- Cyperus gymnocaulos Steud.
- Cyperus gypsophilus Lye
- Cyperus gyraudinii Steud.
- Cyperus haematocephalus Boeckeler ex C.B.Clarke
- Cyperus haematodes Endl.
- Cyperus hainanensis (Chun & F.C.How) G.C.Tucker
- Cyperus hakonensis Franch. & Sav.
- Cyperus hamulosus M.Bieb.
- Cyperus harrisii Kük.
- Cyperus haspan L.
- Cyperus hayesii (C.B.Clarke) Standl.
- Cyperus helferi Boeckeler
- Cyperus hemisphaericus Boeckeler
- Cyperus hensii C.B.Clarke
- Cyperus hermaphroditus (Jacq.) Standl.
- Cyperus hesperius K.L.Wilson
- Cyperus heterocladus Baker
- Cyperus hieronymi Boeckeler
- Cyperus hilairenus Steud.
- Cyperus hilgendorfianus Boeckeler
- Cyperus hillebrandii Boeckeler
- Cyperus hirtellus (Chiov.) Kük.
- Cyperus holoschoenus R.Br.
- Cyperus holostigma C.B.Clarke ex Schweinf.
- Cyperus holstii Kük.
- Cyperus hoppiifolius Uittien
- Cyperus houghtonii Torr.
- Cyperus humilis Kunth
- Cyperus hypochlorus Hillebr.
- Cyperus hypopitys G.C.Tucker
- Cyperus hystricinus Fernald
- Cyperus imbecillis R.Br.
- Cyperus imbricatus Retz.
- Cyperus impolitus Kunth
- Cyperus impubes Steud.
- Cyperus inaequalis Willemet
- Cyperus incompressus C.B.Clarke
- Cyperus incomtus Kunth
- Cyperus indecorus Kunth
- Cyperus infucatus Kunth
- Cyperus inops C.B.Clarke
- Cyperus insularis Heenan & de Lange
- Cyperus intricatus Schrad. ex Schult.
- Cyperus involucratus Rottb.
- Cyperus iria L.
- Cyperus isabellinus K.L.Wilson
- Cyperus ischnos Schltdl.
- Cyperus ivohibensis (Cherm.) Kük.
- Cyperus ixiocarpus F.Muell.
- Cyperus javanicus Houtt.
- Cyperus jeminicus Rottb.
- Cyperus juncelliformis Peter & Kük.
- Cyperus kabarensis Cherm.
- Cyperus kaessneri C.B.Clarke
- Cyperus kappleri Hochst. ex Steud.
- Cyperus karisimbiensis (Cherm.) Kük.
- Cyperus karlschumannii C.B.Clarke
- Cyperus karthikeyanii Wad.Khan & Lakshmin.
- Cyperus kasamensis Podlech
- Cyperus kerstenii Boeckeler
- Cyperus kibweanus J.Duvign.
- Cyperus kilimandscharicus Kük.
- Cyperus kipasensis Cherm.
- Cyperus kirkii C.B.Clarke
- Cyperus kituiensis Muasya
- Cyperus koyaliensis Cherm.
- Cyperus kurzii C.B.Clarke
- Cyperus kwaleensis Lye
- Cyperus kyllingiella Larridon
- Cyperus kyllingiformis Lye
- Cyperus lacunosus Griseb.
- Cyperus laeteflorens (C.B.Clarke) Kük.
- Cyperus laetus J.Presl & C.Presl
- Cyperus laevigatus L.
- Cyperus laevis R.Br.
- Cyperus lancastriensis Porter
- Cyperus lateriticus J.Raynal
- Cyperus latifolius Poir.
- Cyperus latzii K.L.Wilson
- Cyperus laxiflorus Poir.
- Cyperus laxus Lam.
- Cyperus lecontei Torr. ex Steud.
- Cyperus leiocaulon Benth.
- Cyperus lentiginosus Millsp. & Chase
- Cyperus leptocladus Kunth
- Cyperus leucocephalus Retz.
- Cyperus lhotskyanus Beck
- Cyperus ligularis L.
- Cyperus limiticola Larridon & Reynders
- Cyperus limosus Maxim.
- Cyperus linearispiculatus T.L.Dai
- Cyperus locuples C.B.Clarke
- Cyperus longifolius Poir.
- Cyperus longiinvolucratus Lye
- Cyperus longispicula Muasya & D.A.Simpson
- Cyperus longistylus Kük.
- Cyperus longus L.
- Cyperus lucidus R.Br.
- Cyperus luerssenii Boeckeler
- Cyperus lundellii O'Neill
- Cyperus lupulinus (Spreng.) Marcks
- Cyperus luteus Boeckeler
- Cyperus luzulae (L.) Retz.
- Cyperus macer C.B.Clarke
- Cyperus macropachycephalus Goetgh.
- Cyperus macrophyllus (Brongn.) Boeckeler
- Cyperus macrorrhizus Nees
- Cyperus maculatus Boeckeler
- Cyperus maderaspatanus Willd.
- Cyperus majungensis Cherm.
- Cyperus malaccensis Lam.
- Cyperus mangorensis Cherm.
- Cyperus manimae Kunth
- Cyperus mapanioides C.B.Clarke
- Cyperus maranguensis K.Schum.
- Cyperus margaritaceus Vahl
- Cyperus marginatus Thunb.
- Cyperus marlothii Boeckeler
- Cyperus marojejyensis Bosser
- Cyperus marquisensis F.Br.
- Cyperus matagoroensis Muasya & D.A.Simpson
- Cyperus matudae G.C.Tucker
- Cyperus mauretaniensis Väre & Kukkonen
- Cyperus medusaeus Chiov.
- Cyperus meeboldii Kük.
- Cyperus megalanthus (Kük.) G.C.Tucker
- Cyperus meistostylus S.T.Blake
- Cyperus meridionalis Barros
- Cyperus meyenianus Kunth
- Cyperus meyerianus Kunth
- Cyperus michelianus (L.) Delile
- Cyperus michoacanensis Britton ex C.B.Clarke
- Cyperus micrantherus Cherm.
- Cyperus microbolbos C.B.Clarke
- Cyperus microbrunneus G.C.Tucker
- Cyperus microcephalus R.Br.
- Cyperus microcristatus Lye
- Cyperus microglumis D.A.Simpson
- Cyperus microiria Steud.
- Cyperus micromariscus Lye
- Cyperus micromedusaeus Lye
- Cyperus micropelophilus Lye
- Cyperus microumbellatus Lye
- Cyperus miliifolius Poepp. & Kunth
- Cyperus mirus C.B.Clarke
- Cyperus mitis Steud.
- Cyperus mogadoxensis Chiov.
- Cyperus molliglumis Cherm.
- Cyperus mollipes (C.B.Clarke) K.Schum.
- Cyperus monospermus (S.M.Huang) G.C.Tucker
- Cyperus moutona F.Br.
- Cyperus mudugensis D.A.Simpson
- Cyperus muliifolius Poepp. & Kunth
- Cyperus multifolius Kunth
- Cyperus multinervatus Bosser
- Cyperus multispicatus Boeckeler
- Cyperus multispiceus R.Booth, D.J.Moore & Hodgon
- Cyperus mundulus Kunth
- Cyperus muniziae G.C.Tucker
- Cyperus mutisii (Kunth) Andersson
- Cyperus mwinilungensis Podlech
- Cyperus myrmecias Ridl.
- Cyperus nanellus Tang & F.T.Wang
- Cyperus nanus Willd.
- Cyperus natalensis Hochst. ex C.Krauss
- Cyperus nayaritensis G.C.Tucker
- Cyperus nduru Cherm.
- Cyperus nemoralis Cherm.
- Cyperus neoguinensis Kük.
- Cyperus neokunthianus Kük.
- Cyperus nervosostriatus Turrill
- Cyperus nigrofuscus T.L.Dai
- Cyperus niigatensis Ohwi
- Cyperus nipponicus Franch. & Sav.
- Cyperus niveoides C.B.Clarke
- Cyperus niveus Retz.
- Cyperus noeanus Boiss.
- Cyperus nutans Vahl
- Cyperus nyassensis (Podlech) Lye
- Cyperus nyererei Lye
- Cyperus obbiadensis Chiov.
- Cyperus oblongoincrassatus Kük.
- Cyperus obtusus Willemet
- Cyperus ochraceus Vahl
- Cyperus odoratus L.
- Cyperus ohwii Kük.
- Cyperus onerosus M.C.Johnst.
- Cyperus orgadophilus K.L.Wilson
- Cyperus ornatus R.Br.
- Cyperus orthostachyus Franch. & Sav.
- Cyperus ossicaulis Lye
- Cyperus ovatus Baldwin
- Cyperus owanii Boeckeler
- Cyperus oxycarpus S.T.Blake
- Cyperus oxylepis Nees ex Steud.
- Cyperus pachycephalus J.Kern
- Cyperus pacificus (Ohwi) Ohwi
- Cyperus palianparaiensis Govind.
- Cyperus pallidicolor (Kük.) G.C.Tucker
- Cyperus panamensis (C.B.Clarke) Britton ex Standl.
- Cyperus pandanophyllum C.B.Clarke
- Cyperus pangorei Rottb.
- Cyperus paniceus (Rottb.) Boeckeler
- Cyperus pannonicus Jacq.
- Cyperus paolii Chiov.
- Cyperus papyrus L. – cibora papirusowa
- Cyperus parishii Britton
- Cyperus pearcei C.B.Clarke
- Cyperus pectinatus Vahl
- Cyperus pedunculosus F.Muell.
- Cyperus pendulus Cherm.
- Cyperus penicillatus Conz.
- Cyperus pennatiformis Kük.
- Cyperus pennellii O'Neill & Ben.Ayers
- Cyperus pentabracteatus Govind. & Hemadri
- Cyperus penzoanus Pic.Serm.
- Cyperus perangustus S.T.Blake
- Cyperus perennis (M.E.Jones) O'Neill
- Cyperus permacer C.B.Clarke
- Cyperus pernambucensis Steud.
- Cyperus perrieri (Cherm.) Hoenselaar
- Cyperus phaeolepis Cherm.
- Cyperus phillipsiae (C.B.Clarke) Kük.
- Cyperus phleoides (Nees ex Kunth) H.Mann
- Cyperus picardae Boeckeler
- Cyperus pilosulus (C.B.Clarke) K.Schum. ex Kük.
- Cyperus pilosus Vahl
- Cyperus pinetorum Britton
- Cyperus planifolius Rich.
- Cyperus plantaginifolius Cherm.
- Cyperus plateilema (Steud.) Kük.
- Cyperus platycaulis Baker
- Cyperus platyphyllus Roem. & Schult.
- Cyperus platystylis R.Br.
- Cyperus plukenetii Fernald
- Cyperus pluribracteatus (Kük.) Govaerts
- Cyperus pluricephalus Lye
- Cyperus plurinervosus Bodard
- Cyperus podocarpus Boeckeler
- Cyperus poecilus C.B.Clarke
- Cyperus poeppigii Kunth
- Cyperus pohlii (Nees) Steud.
- Cyperus polyanthelus Govind.
- Cyperus portae-tartari K.L.Wilson
- Cyperus praemorsus Boeckeler
- Cyperus pratensis Boeckeler
- Cyperus procerus Rottb.
- Cyperus prolifer Lam.
- Cyperus prolixus Kunth
- Cyperus psammophilus Cherm.
- Cyperus pseuderemicus Kukkonen & Väre
- Cyperus pseudobrunneus (C.B.Clarke ex Cherm.) Kük.
- Cyperus pseudodistans Uittien
- Cyperus pseudopetiolatus G.C.Tucker
- Cyperus pseudopilosus (C.B.Clarke) Govaerts
- Cyperus pseudosomaliensis Kük.
- Cyperus pseudothyrsiflorus (Kük.) R.Carter & S.D.Jones
- Cyperus pseudovegetus Steud.
- Cyperus pseudovestitus (C.B.Clarke) Kük.
- Cyperus pubens Kük.
- Cyperus pulchellus R.Br.
- Cyperus pulcher Thunb.
- Cyperus pulcherrimus Willd. ex Kunth
- Cyperus pulguerensis M.T.Strong
- Cyperus pulicaris Kük.
- Cyperus purpureoviridis Lye
- Cyperus pustulatus Vahl
- Cyperus pycnostachyus (Kunth) Kunth
- Cyperus radians Nees & Meyen ex Kunth
- Cyperus ramosus (Benth.) Kük.
- Cyperus rapensis F.Br.
- Cyperus recurvispicatus Lye
- Cyperus redolens Maury ex Micheli
- Cyperus reduncus Hochst. ex Boeckeler
- Cyperus reflexus Vahl
- Cyperus refractus Engelm. ex Boeckeler
- Cyperus regiomontanus Britton
- Cyperus rehmii Merxm.
- Cyperus remotispicatus S.S.Hooper
- Cyperus remotus (C.B.Clarke) Kük.
- Cyperus renschii Boeckeler
- Cyperus retroflexus Buckley
- Cyperus retrofractus (L.) Torr.
- Cyperus retrorsus Chapm.
- Cyperus rheophyticus Lye
- Cyperus rhynchosporoides Kük.
- Cyperus rigens J.Presl & C.Presl
- Cyperus rigidellus (Benth.) J.M.Black
- Cyperus rigidifolius Steud.
- Cyperus robinsonii Podlech
- Cyperus rockii Kük.
- Cyperus rohlfsii Boeckeler
- Cyperus rotundus L.
- Cyperus rubicundus Vahl
- Cyperus rufostriatus C.B.Clarke ex Cherm.
- Cyperus rupestris Kunth
- Cyperus rupicola S.T.Blake
- Cyperus sahelii Väre & Kukkonen
- Cyperus sandwicensis Kük.
- Cyperus sanguineoater Boeckeler
- Cyperus sartorii Kük.
- Cyperus scaber (R.Br.) Boeckeler
- Cyperus scabricaulis Lye
- Cyperus scariosus R.Br.
- Cyperus schaffneri Boeckeler
- Cyperus schimperianus Steud.
- Cyperus schinzii Boeckeler
- Cyperus schlechteri C.B.Clarke
- Cyperus schoenomorphus Steud.
- Cyperus schomburgkianus Nees
- Cyperus schweinfurthii (Chiov.) Kük.
- Cyperus schweinitzii Torr.
- Cyperus sciaphilus Cherm.
- Cyperus scleropodus Chiov.
- Cyperus sculptus S.T.Blake
- Cyperus secubans K.L.Wilson
- Cyperus seemannianus Boeckeler
- Cyperus semifertilis S.T.Blake
- Cyperus semiochraceus Boeckeler
- Cyperus semitrifidus Schrad.
- Cyperus sensilis Baijnath
- Cyperus serotinus Rottb.
- Cyperus seslerioides Kunth
- Cyperus setigerus Torr. & Hook.
- Cyperus sexangularis Nees
- Cyperus sexflorus R.Br.
- Cyperus sharonensis Danin & Kukkonen
- Cyperus sharpei R.Booth, D.J.Moore & Hodgon
- Cyperus sieberianus Spreng.
- Cyperus sikkimensis Kük.
- Cyperus silletensis Nees
- Cyperus simaoensis Y.Y.Qian
- Cyperus simplex Kunth
- Cyperus simpsonii (Muasya) Larridon
- Cyperus solidifolius Boeckeler
- Cyperus solidus Kunth
- Cyperus somalidunensis Lye
- Cyperus somaliensis C.B.Clarke
- Cyperus soongoricus Kar. & Kir.
- Cyperus sordidus J.Presl & C.Presl
- Cyperus soyauxii Boeckeler
- Cyperus spectabilis Link
- Cyperus sphacelatus Rottb.
- Cyperus sphaerocephalus Vahl
- Cyperus sphaeroideus L.A.S.Johnson & O.D.Evans
- Cyperus sphaerolepis Boeckeler
- Cyperus sphaerospermus Schrad.
- Cyperus spiralis Larridon
- Cyperus splendens (Cherm.) Kük.
- Cyperus sporobolus R.Br.
- Cyperus squarrosus L.
- Cyperus steadii Kük.
- Cyperus stenophyllus J.V.Suringar
- Cyperus stoloniferus Retz.
- Cyperus stradbrokensis Domin
- Cyperus stramineoferrugineus Kük.
- Cyperus strigosus L.
- Cyperus subaequalis Baker
- Cyperus subbadius Kük.
- Cyperus subcaracasanus Kük.
- Cyperus subcastaneus D.A.Simpson
- Cyperus subfuscus Debeaux
- Cyperus submicrolepis Kük.
- Cyperus subpapuanus Kük.
- Cyperus subtenax Kük.
- Cyperus subtenuis (Kük.) M.T.Strong
- Cyperus subtilis (Kük.) Väre & Kukkonen
- Cyperus subulatus R.Br.
- Cyperus surinamensis Rottb.
- Cyperus svensonii G.C.Tucker
- Cyperus swartzii (A.Dietr.) Boeckeler ex Kük.
- Cyperus szechuanensis T.Koyama
- Cyperus tabina Steud. ex Boeckeler
- Cyperus tabularis Schrad.
- Cyperus tacnensis Nees & Meyen
- Cyperus tanganyicanus (Kük.) Lye
- Cyperus tanyphyllus Ridl.
- Cyperus tatandaensis Muasya & D.A.Simpson
- Cyperus tempeae G.C.Tucker
- Cyperus tenax Boeckeler
- Cyperus tenerrimus J.Presl & C.Presl
- Cyperus tenuiculmis Boeckeler
- Cyperus tenuis Sw.
- Cyperus tenuispica Steud.
- Cyperus tenuispiculatus Boeckeler
- Cyperus tetracarpus Boeckeler
- Cyperus tetraformis Desv.
- Cyperus tetragonus Elliott
- Cyperus tetraphyllus R.Br.
- Cyperus textilis Thunb.
- Cyperus thomsonii Boeckeler
- Cyperus thorelii E.G.Camus
- Cyperus thorncroftii McClean
- Cyperus thunbergii Vahl
- Cyperus thyrsiflorus Jungh. ex Schltdl.
- Cyperus tomaiophyllus K.Schum.
- Cyperus tonkinensis C.B.Clarke
- Cyperus trachysanthos Hook. & Arn.
- Cyperus trailii C.B.Clarke
- Cyperus trialatus (Boeckeler) J.Kern
- Cyperus trichodes Griseb.
- Cyperus trigonellus Suess.
- Cyperus trinervis R.Br.
- Cyperus trisulcus D.Don
- Cyperus turrialbanus Gómez-Laur.
- Cyperus turrillii Kük.
- Cyperus tweediei C.B.Clarke
- Cyperus uncinulatus Schrad. ex Nees
- Cyperus undulatus Kük.
- Cyperus unicolor Boeckeler
- Cyperus unifolius Boeckeler
- Cyperus unispicatus Bauters, Reynders & Goetgh.
- Cyperus urbanii Boeckeler
- Cyperus usitatus Burch. ex Roem. & Schult.
- Cyperus ustulatus A.Rich.
- Cyperus vaginatus R.Br.
- Cyperus vandervekenii Reynders, Dhooge & Goetgh.
- Cyperus varicus (C.B.Clarke ex Cherm.) Kük.
- Cyperus ventricosus R.Br.
- Cyperus vestitus Hochst. ex C.Krauss
- Cyperus victoriensis C.B.Clarke
- Cyperus virens Michx.
- Cyperus viscidulus K.L.Wilson
- Cyperus volckmannii Phil.
- Cyperus volodia Cherm.
- Cyperus vorsteri K.L.Wilson
- Cyperus wallichianus Spreng.
- Cyperus whitmeei (C.B.Clarke) Kük.
- Cyperus wilburii G.C.Tucker
- Cyperus wissmannii O.Schwartz
- Cyperus xanthostachyus Steud.
- Cyperus xerophilus Cherm.
- Cyperus yadavii Wad.Khan, D.P.Chavan & Solanke
- Cyperus zanzibarensis C.B.Clarke
- Cyperus zollingeri Steud.
- Cyperus zollingerioides C.B.Clarke

Mieszańce międzygatunkowe
- Cyperus × deamii O'Neill
- Cyperus × insidiosus Cherm.
- Cyperus × mesochorus Geise
- Cyperus × turbatus Baijnath